# Liste der Baudenkmäler in Arnstein (Unterfranken)
Auf dieser Seite sind die Baudenkmäler in der unterfränkischen Stadt Arnstein zusammengestellt. Diese Tabelle ist eine Teilliste der Liste der Baudenkmäler in Bayern. Grundlage ist die Bayerische Denkmalliste, die auf Basis des Bayerischen Denkmalschutzgesetzes vom 1. Oktober 1973 erstmals erstellt wurde und seither durch das Bayerische Landesamt für Denkmalpflege geführt wird. Die folgenden Angaben ersetzen nicht die rechtsverbindliche Auskunft der Denkmalschutzbehörde.

## Ensembles

### Ensemble Altstadt Arnstein
Das Ensemble umfasst die Altstadt von Arnstein. Die Lage Arnsteins an der alten Handelsstraße von Fulda nach Würzburg, die hier die Wern überquerte, lässt eine frühe Besiedlung vermuten; wahrscheinlich als Königsgut der Karolinger. Aus der handelspolitisch günstigen Situation erklärt sich auch der befestigte Burgsitz, der ursprünglich Hennebergisches Eigentum war und dann im 13. Jahrhundert den Grafen von Trimberg gehörte. Als die Trimberger 1292 Arnstein an Würzburg abtraten, wurde der Ort zum nördlichen Stützpunkt des Interessengebietes des Hochstiftes, das dort ein Amts- und Hochgericht für die würzburgischen Besitztümer im Werntal einrichtete. Als Zeichen landesherrlicher Machtstellung der Würzburger Bischöfe tritt der Kirchenbau der Pfarrkirche St. Nikolaus in deutliche Konkurrenz zur Burg des Landadels, wobei auch gegenreformatorische Überlegungen – 1587 vertrieb Fürstbischof Julius Echter die Protestanten aus der Stadt – eine Rolle gespielt haben dürften.
Goldgasse und Schelleck beschreiben den Verlauf der ehemaligen Stadtbefestigung in einem zur Marktstraße parallel ausgedehnten Halbrund. In den nach außen gelegenen Häusern dieser schmalen Ringgassen ist in Resten die Stadtmauer verbaut. Die kleinen Handwerker- und Kleinbürgerhäuser hier unterstreichen das System der hierarchischen Staffelung Arnsteins: Die zwei genannten Gassen bilden nicht nur die Randbebauung der Altstadt, sondern liegen auch unterhalb der Marktstraße mit den Häusern der wohlhabenden Bürger – unterhalb der aufsteigenden Ordnung von Rathaus, Kirche, Burg.
Die Marktstraße ist, parallel zur ehemaligen Stadtbefestigung und wie diese ein Halbrund bildend, um die Burg herumgeführt. Im Zentrum erweitert sich die Marktstraße zum Marktplatz, wo sich der Rathausbau erhebt. Hinter diesem öffnet sie sich zum Kirchberg. Hierdurch entsteht eine sich bis zum Schloss ausdehnende, abschüssige Platzanlage, welche Rathaus, Kirche und Schloss miteinander verbindet. Am Südostende der Marktstraße liegt dominierend oberhalb der Straße das für das Stadtbild wichtige barocke Spitalgebäude. Im Übrigen säumen zwei- bis dreigeschossige Bürgerhäuser und Hofanlagen den Straßenzug, die vornehmlich von architektonischen Formen des Barocks geprägt sind und häufig Schopfwalmdächer und Fachwerk aufweisen. Aktennummer: E-6-77-114-1.

## Stadtbefestigung Arnstein
Von der Schlossmauer ausgehend und dem Gelände angepasste dreiviertelrunde Stadtbefestigung, erhaltene Reste der teilweise überbauten Stadtmauer mit halbrunden und kleinen rechteckigen Schaltürmen, Bruchstein, im Kern spätes 13. Jahrhundert, mehrfach erneuert, die Stadttore im 18./19. Jahrhundert abgebrochen, weitere Verluste durch Neubaumaßnahmen in der zweiten Hälfte 20. Jahrhundert. Aktennummer: D-6-77-114-1.

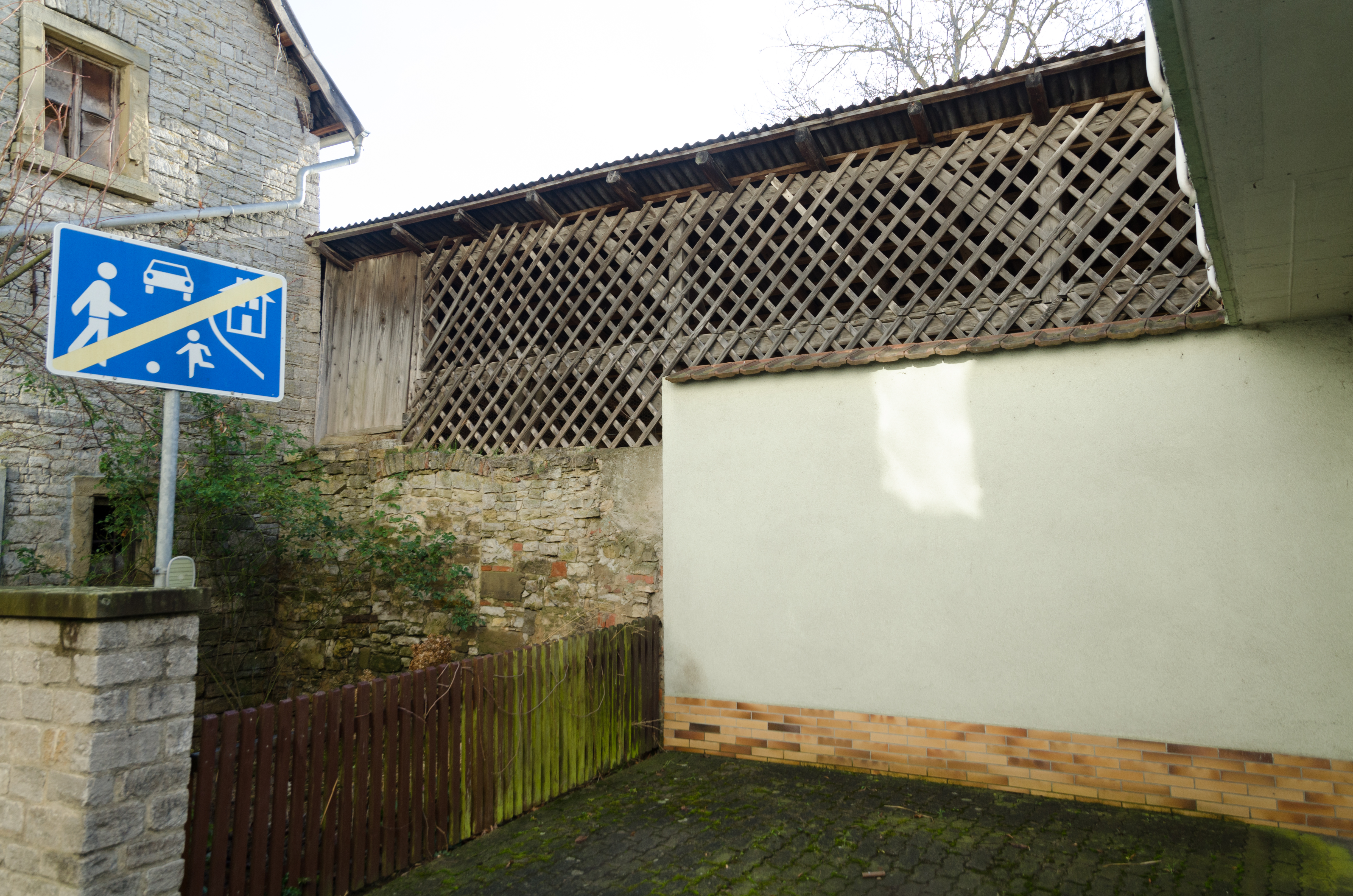
Stadtmauerrest Goldgasse 1

## Baudenkmäler nach Ortsteilen

### Arnstein
| Lage                                                                          | Objekt                                                 | Beschreibung | Akten-Nr.               | Bild           |
| ----------------------------------------------------------------------------- | ------------------------------------------------------ | --- | ----------------------- | -------------- |
| Bahnhofstraße 9 (Standort)                                                    | Pforte                                                 | Profilierte Rundbogenpforte mit Kruzifix im Keilstein, Sandstein und Gusseisen, 18. Jahrhundert, Korpus 19./20. Jahrhundert | D-6-77-114-2 Wikidata   | weitere Bilder |
| Bahnhofstraße 9; im Garten (Standort)                                         | Bildstock                                              | Bezeichnet „1625“ | D-6-77-114-2 Wikidata   | BW             |
| Bahnhofstraße 12 (Standort)                                                   | Evangelisch-lutherische Filialkirche                   | Satteldachbau mit eingezogener Rundapsis und Fassadeneckturm mit Pyramidendach, einfache Sandsteingliederungen, neuromanisch, bezeichnet „1903“ | D-6-77-114-3 Wikidata   | weitere Bilder |
| Bayernstraße 1 (Standort)                                                     | Wegkreuz                                               | Inschriftsockel mit Kruzifix und Figur der Schmerzensmutter, Sandstein, Rokoko, 18. Jahrhundert | D-6-77-114-38 Wikidata  | BW             |
| Bayernstraße 1 (Standort)                                                     | Bildstock                                              | Mit Kreuzigung, 1606 | D-6-77-114-38 Wikidata  | BW             |
| Bücholder-Kreuz-Straße; Schlesierstraße (Standort)                            | Bildstock                                              | Postament und Säule mit rundbogigem Reliefaufsatz über Inschriftkartusche Pietà/Heiliger Antonius von Padua, seitlich zwei weitere Heiligenfiguren, Sandstein, Barock, bezeichnet „1718“ | D-6-77-114-75 Wikidata  | BW             |
| Bücholder Kreuz (Standort)                                                    | Kreuz                                                  | Hohes Holzkreuz mit abgefasten Kanten, erste Hälfte 20. Jahrhundert (wohl 1924), erneuert | D-6-77-114-73 Wikidata  | BW             |
| Bücholder Kreuzweg, Arnsteiner Höhe ()                                        | Kreuz                                                  | 1924; nicht nachqualifiziert, im Bayerischen Denkmal-Atlas nicht kartiert | D-6-77-114-74 Wikidata  |                |
| Goldgasse 3 (Standort)                                                        | Wohnhaus                                               | Zweigeschossiger traufständiger Satteldachbau mit verputztem Fachwerkobergeschoss, 18./19. Jahrhundert | D-6-77-114-5 Wikidata   | weitere Bilder |
| Goldgasse 22 (Standort)                                                       | Wohnhaus                                               | Gebäudegruppe aus ursprünglich drei zweigeschossigen Wohnhäusern, südlicher Satteldachbau mit Fachwerkobergeschoss in Ecklage, mittlerer traufständiger Satteldachbau mit verputztem Fachwerkobergeschoss, nördliches traufständiges Fachwerkhaus mit Zierfachwerk, 18. Jahrhundert | D-6-77-114-6 Wikidata   | weitere Bilder |
| Goldgasse 28 (Standort)                                                       | Synagoge                                               | Zweieinhalbgeschossiger Satteldachbau mit Sandsteingliederung in Ecklage, Fassade im Erdgeschoss mit Pfeilerarkade, Dreiecksgiebel mit rundbogigen Fenstern, Klassizismus, 1819, Bernhard Morell zugeschrieben; Ausmalung des tonnengewölbten Saales, 1905 | D-6-77-114-7 Wikidata   | weitere Bilder |
| Goldgasse 42 (Standort)                                                       | Wohnhaus                                               | Zweigeschossiger Satteldachbau mit einseitigem Halbwalm über hohem Kellerhanggeschoss in Ecklage, im Kern 17. Jahrhundert | D-6-77-114-8 Wikidata   | weitere Bilder |
| Goldgasse 46 (Standort)                                                       | Wohnhaus                                               | Zweigeschossiger traufständiger Satteldachbau mit vorkragendem verputztem Fachwerkobergeschoss, 17. Jahrhundert | D-6-77-114-10 Wikidata  | weitere Bilder |
| Goldgasse 50 (Standort)                                                       | Ehemaliges Ackerbürgerhaus                             | Zweigeschossiger traufständiger Mansarddachbau mit verputztem Fachwerkobergeschoss und überbauter Tordurchfahrt mit profiliertem Rundbogen, im Kern 17. Jahrhundert, Umbau um 1800 | D-6-77-114-11 Wikidata  | weitere Bilder |
| Grabenstraße 1 (Standort)                                                     | Ehemalige Mühle                                        | Zweigeschossiger Halbwalmdachbau mit verputztem Fachwerkobergeschoss in Ecklage, Erdgeschoss mit geohrten Sandsteinrahmungen sowie Nische mit Konsole und Sandsteinrelief Kreuzigungsgruppe, 18. Jahrhundert | D-6-77-114-12 Wikidata  | weitere Bilder |
| Grabenstraße 1 (Standort)                                                     | Ehemalige Mühle                                        | Nische mit Konsole und Sandsteinrelief Kreuzigungsgruppe, 18. Jahrhundert | D-6-77-114-12 Wikidata  | weitere Bilder |
| Grabenstraße 15 (Standort)                                                    | Bildstock                                              | Sockel mit profiliertem Achteckpfeiler und tafelförmigem Reliefaufsatz Kreuzigungsgruppe mit Schächern/ Auferstandener Christus und seitlich Heiliger Petrus/Heiliger Apostel Johannes, Sandstein, nachgotisch, bezeichnet „1629“, Renovierung bezeichnet „1700“ | D-6-77-114-67 Wikidata  | BW             |
| Grenzstein. Nr. 133, ehemals. Hohe Tanne ()                                   | Sogenannter Dreimarkstein                              | 1569; jetzt sichergestellt; nicht nachqualifiziert, im Bayerischen Denkmal-Atlas nicht kartiert | D-6-77-114-81 Wikidata  |                |
| Grenzstein. Nr. 136, 1569; ehemals Hohe Tanne ()                              | Grenzstein                                             | Jetzt sichergestellt; nicht nachqualifiziert, im Bayerischen Denkmal-Atlas nicht kartiert | D-6-77-114-82 Wikidata  |                |
| Günther (Standort)                                                            | Mariensäule                                            | Sockel mit Inschriftpostament sowie Säule mit Figur der Immaculata, Sandstein, 18. Jahrhundert | D-6-77-114-69 Wikidata  | BW             |
| Günthergasse 9 (Standort)                                                     | Wegkapelle und Heiliges-Grab-Kapelle                   | Kleiner Halbkuppelbau mit bewegter Blendfassade und Rundbogenöffnung mit Eisengitter, im Innern Figur des toten Christus, Sandstein, Rokoko, Mitte 18. Jahrhundert | D-6-77-114-68 Wikidata  | BW             |
| Günthergasse; Weg nach Maria Sondheim (Standort)                              | Kapelle                                                | Mit Pietàrelief, Mitte 18. Jahrhundert; nicht nachqualifiziert, im Bayerischen Denkmal-Atlas nicht kartiert | D-6-77-114-70 Wikidata  | BW             |
| Karlstadter Straße (Standort)                                                 | Bildstock                                              | Tischsockel mit Postament und Volutensäule sowie kreuzbekröntem Reliefaufsatz Monstranz mit Lamm Gottes, Sandstein, um 1800 | D-6-77-114-13 Wikidata  | BW             |
| Karlstadter Straße 39 (Standort)                                              | Relief                                                 | Vermauertes Relief Kreuzigungsgruppe, Sandstein, 17./18. Jahrhundert | D-6-77-114-14 Wikidata  | BW             |
| Kirchberg 21 (Standort)                                                       | Katholische Pfarrkirche St. Nikolaus                   | Saalkirche mit eingezogenem Dreiseitchor und Chorflankenturm mit Haube und Laterne, Giebelfassade mit hoher Freitreppe, gotischer Kern 15. Jahrhundert, Langhaus 1617, barocke Erweiterung und Freitreppe 1722, Turm 1725–29; mit Ausstattung | D-6-77-114-15 Wikidata  | weitere Bilder |
| Kirchberg 23; Kirchberg 25 (Standort)                                         | Schloss                                                | Dreigeschossiger Satteldachbau und dreigeschossiges Zwerchhaus mit Blendgiebel sowie Ruinenreste des östlichen Gebäudeteils, im Kern mittelalterlich, Zerstörung im Bauernkrieg 1525, renaissancezeitlicher Wiederaufbau bezeichnet „1542“ | D-6-77-114-16 Wikidata  | weitere Bilder |
| Kirchberg 23; Kirchberg 25 (Standort)                                         | Ringmauer                                              | Annähernd rechteckig verlaufender Bering mit einem Toröffnungen und Resten von drei runden Ecktürmen sowie davor liegendem Graben, mittelalterlich | D-6-77-114-16 Wikidata  | weitere Bilder |
| Kirchberg 23; Kirchberg 25 (Standort)                                         | Ehemalige Schlossökonomie                              | Langgestreckter eingeschossiger Pultdachbau entlang der Ringmauer, 18. Jahrhundert, im Kern mittelalterlich | D-6-77-114-16 Wikidata  | BW             |
| Kirchberg 23; Kirchberg 25 (Standort)                                         | Schloßgrabenbrücke                                     | Vierbogige Brückenkonstruktion mit steinernen Brüstungen, wohl Ende 18. Jahrhundert | D-6-77-114-16 Wikidata  | BW             |
| Kirchberg 27 (Standort)                                                       | Wohnhaus                                               | Zweigeschossiger Krüppelwalmdachbau mit reichem Zierfachwerkobergeschoss in Weggabelung dreiseitig freistehend, erstes Viertel 17. Jahrhundert | D-6-77-114-18 Wikidata  | weitere Bilder |
| Kirchberg 33 (Standort)                                                       | Forstamt                                               | Freistehender zweigeschossiger Zweiflügelbau mit Halbwalmdach, Putzfassade mit gekuppelten profilierten Sandsteinrahmungen, Fenster bezeichnet „1573“, im Kern älter | D-6-77-114-19 Wikidata  | weitere Bilder |
| Kirchberg 33 (Standort)                                                       | Nebengebäude                                           | Eingeschossiger Halbwalmdachbau auf unregelmäßigem Grundriss mit vermauertem Rest eines Torbogens, 18. Jahrhundert | D-6-77-114-19 Wikidata  | weitere Bilder |
| Kohlplatte; Lau ()                                                            | Grenzsteine                                            | Wohl zur Bezeugung der Waldgrenze des ehem. fürstbischöflichen Waldes; im Bayerischen Denkmal-Atlas nicht kartiert | D-0-00-000-84           |                |
| Marktstraße 2 (Standort)                                                      | Gasthof                                                | Zweigeschossiger Walmdachbau in Ecklage, Putzfassade mit geohrten Sandsteinrahmungen, 17./18. Jahrhundert, Türrahmung und Türblätter Anfang 19. Jahrhundert | D-6-77-114-21 Wikidata  | weitere Bilder |
| Marktstraße 2 (Standort)                                                      | Kreuzschlepper                                         | Sandstein, 18. Jahrhundert | D-6-77-114-21 Wikidata  | BW             |
| Marktstraße 7 (Standort)                                                      | Ehemaliger Ackerbürgerhof, Wohnhaus                    | Zweigeschossiger giebelständiger Halbwalmdachbau über hohem Kellersockel, 18./19. Jahrhundert | D-6-77-114-22 Wikidata  | weitere Bilder |
| Marktstraße 7 (Standort)                                                      | Ehemaliger Ackerbürgerhof, Hoftor                      | Rundbogentor mit Sandsteingewände und altem Torflügel, 18./19. Jahrhundert | D-6-77-114-22 Wikidata  | weitere Bilder |
| Marktstraße 9 (Standort)                                                      | Ehemaliger Ackerbürgerhof, Wohnhaus                    | Zweigeschossiger giebelständiger Halbwalmdachbau mit verputztem Fachwerkobergeschoss über hohem Kellersockel mit Freitreppe sowie zweigeschossigem Walmdachanbau mit verputztem Fachwerkobergeschoss und rundbogiger Durchfahrt, Türsturz bezeichnet „1841“; im Kern älter | D-6-77-114-23           | weitere Bilder |
| Marktstraße 11 (Standort)                                                     | Wohnhaus                                               | Zweigeschossiger Halbwalmdachbau und zweigeschossiger Walmdachanbau mit rundbogiger Tordurchfahrt, bezeichnet „1846“ | D-6-77-114-24 Wikidata  | weitere Bilder |
| Marktstraße 16 (Standort)                                                     | Wohnhaus                                               | Zweigeschossiger giebelständiger Halbwalmdachbau mit sparsamen Sandsteingliederungen über hohem Kellersockel, geschnitzte Haustür, Biedermeier, bezeichnet „1828“ | D-6-77-114-26 Wikidata  | weitere Bilder |
| Marktstraße 18 (Standort)                                                     | Balles-Haus                                            | Zweigeschossiger Walmdachbau mit Gauben und reicher Putzfassade mit Sandsteingliederung sowie Muschelnische mit Hausmadonna und Wappen von Georg Roth, barock, im Jahr 1725 von dem Tuchhändler Georg Roth errichtet, zuletzt drei Generationen im Besitz der Familie Balles, Erwerb durch die Stadt, Renovierung 1987, heute Stadtbibliothek.                                                                             | D-6-77-114-27 Wikidata  | weitere Bilder |
| Marktstraße 26 (Standort)                                                     | Hausmadonna                                            | Figur der Immaculata, Sandstein, Rokoko, Mitte 18. Jahrhundert | D-6-77-114-28 Wikidata  | weitere Bilder |
| Marktstraße 28 (Standort)                                                     | Wohn- und Geschäftshaus                                | Zweigeschossiger giebelständiger Satteldachbau mit teilweise verputztem Zierfachwerkobergeschoss in Ecklage, Erdgeschoss mit segmentbogigen Schaufenstern, 17. Jahrhundert, Schaufenster erste Hälfte 20. Jahrhundert | D-6-77-114-29 Wikidata  | weitere Bilder |
| Marktstraße 34 (Standort)                                                     | Wohnhaus                                               | Zweigeschossiger Halbwalmdachbau in Ecklage und rückwärtiger zweigeschossiger Halbwalmdachanbau mit verputztem Fachwerkobergeschoss über Kellerhanggeschoss, erste Hälfte 18. Jahrhundert, Erdgeschoss verändert | D-6-77-114-307 Wikidata | weitere Bilder |
| Marktstraße 37 (Standort)                                                     | Rathaus                                                | Freistehender dreigeschossiger Walmdachbau, über Kellerhanggeschoss mit Freitreppe, Putzmauerwerk mit Sandsteinrahmungen sowie Portal mit darüber angebrachter Wappenkartusche, bezeichnet „1701“, Wappenkartusche Mitte 18. Jahrhundert, Wiederaufbau 1949 | D-6-77-114-30 Wikidata  | weitere Bilder |
| Marktstraße 39 (Standort)                                                     | Wohnhaus                                               | Zweigeschossiger Krüppelwalmdachbau mit Zierfachwerkobergeschoss über Kellerhanggeschoss in Ecklage, 16. Jahrhundert, Zierfachwerk 1672 | D-6-77-114-31 Wikidata  | weitere Bilder |
| Marktstraße 41 (Standort)                                                     | Heiligenfigur                                          | Hausfigur des heiligen Michael, Sandstein und Eisen, 18. Jahrhundert | D-6-77-114-32 Wikidata  | BW             |
| Marktstraße 49 (Standort)                                                     | Gasthaus                                               | Dreigeschossiger Halbwalmdachbau mit verputztem Fachwerkobergeschoss in Ecklage, im Kern 17. Jahrhundert, Erdgeschoss verändert | D-6-77-114-34 Wikidata  | weitere Bilder |
| Marktstraße 60 (Standort)                                                     | Wohnhaus                                               | Zweigeschossiger giebelständiger Krüppelwalmdachbau mit Zierfachwerkobergeschoss, bezeichnet „1605“ | D-6-77-114-35 Wikidata  | weitere Bilder |
| Marktstraße 61, Marktstraße 63 (Standort)                                     | Spital, Dreigeschossiger Dreiflügelbau                 | Mit seitlichen Annexen und Walmdächern sowie Dachreiter mit Glockendach über den Westflügel, Putzmauerwerk mit geohrten Sandsteinrahmungen und Inschrifttafel mit Wappenkartuschen, Spitalkapelle im Westflügel, barock, Joseph Greising, bezeichnet „1713-30“; mit Ausstattung | D-6-77-114-36 Wikidata  | weitere Bilder |
| Marktstraße 61, Marktstraße 63 (Standort)                                     | Spital, Stütz- und Einfriedungsmauern                  | Mit Treppen und Portalen, 18. Jahrhundert, Verlauf teilweise im 20. Jahrhundert verändert | D-6-77-114-36 Wikidata  | BW             |
| Marktstraße 62 (Standort)                                                     | Wohnhaus                                               | Zweigeschossiger giebelständiger Satteldachbau mit vorkragendem verputztem Fachwerkobergeschoss und -giebel sowie Sandsteingliederungen im Erdgeschoss, 17./18. Jahrhundert | D-6-77-114-37 Wikidata  | weitere Bilder |
| Mehlen (Standort)                                                             | Bildstock                                              | Sockel mit Postament und Achteckpfeiler sowie Reliefaufsatz Kreuzfall/Kreuzigungsgruppe und seitlich Heiliger Petrus/Heilige(r), Sandstein, nachgotisch, um 1600 | D-6-77-114-77 Wikidata  | BW             |
| Mehlen (Standort)                                                             | Feldkreuz                                              | Inschriftsockel mit Kruzifix (Corpus entfernt), Sandstein, bezeichnet „1825“ | D-6-77-114-76 Wikidata  | BW             |
| Schelleck 6 (Standort)                                                        | Wohnhaus                                               | Eingeschossiger Halbwalmdachbau über hohem Kellerhanggeschoss mit verputztem Fachwerkgiebel und geohrten Sandsteinrahmungen im Erdgeschoss in Ecklage sowie dreigeschossiger Walmdachanbau mit Fachwerkobergeschossen, im Kern 18. Jahrhundert | D-6-77-114-41 Wikidata  | weitere Bilder |
| Schelleck 9 (Standort)                                                        | Wohnhaus                                               | Zweigeschossiger giebelständiger Krüppelwalmdachbau mit vorkragendem verputztem Fachwerkobergeschoss, im Kern 17. Jahrhundert | D-6-77-114-42 Wikidata  | weitere Bilder |
| Schelleck 10 (Standort)                                                       | Wohnhaus                                               | Zweigeschossiger giebelständiger Satteldachbau mit Fachwerkobergeschoss über Kellerhanggeschoss mit Freitreppe, 17./18. Jahrhundert, Türsturz bezeichnet „1838“ | D-6-77-114-43 Wikidata  | weitere Bilder |
| Schelleck 11, 13 (Standort)                                                   | Bauernhof, Wohnhaus                                    | Zweigeschossiger giebelständiger Halbwalmdachbau mit Sandsteinrahmungen, 18./19. Jahrhundert | D-6-77-114-44 Wikidata  | weitere Bilder |
| Schelleck 11, 13 (Standort)                                                   | Bauernhof, Scheune                                     | Traufständiger Bruchsteinbau, mit Satteldach und gotisierenden Sandsteinokkuli, zweite Hälfte 19. Jahrhundert | D-6-77-114-44 Wikidata  | BW             |
| Schulhof 1 (Standort)                                                         | Wohnhaus                                               | Zweigeschossiger giebelständiger Halbwalmdachbau über Kellerhanggeschoss, 18./19. Jahrhundert | D-6-77-114-45 Wikidata  | weitere Bilder |
| Schulhof 2 (Standort)                                                         | Wohnhaus                                               | Zweigeschossiger Satteldachbau mit einseitigem Walm und verputztem Fachwerkobergeschoss über hohem Kellersockel in Ecklage, im Kern 17./18. Jahrhundert, Erdgeschoss verändert | D-6-77-114-46 Wikidata  | weitere Bilder |
| Schulhof 3 (Standort)                                                         | Wohnhaus                                               | Zweigeschossiger Halbwalmdachbau mit verputztem Fachwerkobergeschoss und geohrten Sandsteinrahmungen im Erdgeschoss sowie erhöhtem zweigeschossigem Anbau mit verputztem Fachwerk und Satteldach auf drei Seiten freistehend, im Kern 17./18. Jahrhundert | D-6-77-114-47 Wikidata  | weitere Bilder |
| Schulhof 4 (Standort)                                                         | Wohnhaus                                               | Eingeschossiger Satteldachbau mit einseitigem Halbwalm und geohrten Sandsteinrahmungen über Kellerhanggeschoss in Ecklage, im Kern wohl 17. Jahrhundert | D-6-77-114-48 Wikidata  | weitere Bilder |
| Schulhof 5 (Standort)                                                         | Wohnhaus                                               | Eingeschossiger giebelständiger Satteldachbau mit verputztem Fachwerk über Kellerhanggeschoss in Ecklage, wohl 17./18. Jahrhundert | D-6-77-114-49 Wikidata  | weitere Bilder |
| Schulhof 10 (Standort)                                                        | Wohnhaus                                               | Langgestreckter zweigeschossiger Satteldachbau mit einseitigem Halbwalm auf gekrümmtem Grundriss in Ecklage, 18./19. Jahrhundert | D-6-77-114-50 Wikidata  | weitere Bilder |
| Schulhof 11 (Standort)                                                        | Wohnhaus, wohl ehemaliges Wirtschaftsgebäude           | Eingeschossiger Mansardwalmdachbau mit Rundbogentor in Ecklage, 18. Jahrhundert | D-6-77-114-51 Wikidata  | weitere Bilder |
| Schulhof 12 (Standort)                                                        | Wohnhaus                                               | Zweigeschossiger Krüppelwalmdachbau mit langgestrecktem zweigeschossigem Kruppelwalmdachanbau über L-förmigem Grundriss, im Kern 18. Jahrhundert | D-6-77-114-52 Wikidata  | weitere Bilder |
| Schützenbergstraße 13 (Standort)                                              | Prozessionsaltar                                       | Inschriftstipes mit Pfeileraufbau und Reliefretabel Emmausszene, Sandstein, 1907 wohl unter Verwendung älterer Teile, Dachaufbau neu | D-6-77-114-61 Wikidata  | BW             |
| Schweinemarkt (Standort)                                                      | Wegkreuz                                               | Inschriftsockel mit Kruzifix, Sandstein, bezeichnet „1763“ | D-6-77-114-66 Wikidata  | weitere Bilder |
| Schweinemarkt 1 (Standort)                                                    | Gasthaus                                               | Dreiseitig freistehender zweigeschossiger Halbwalmdachbau mit vorkragendem Fachwerkobergeschoss sowie zweigeschossigem massivem Anbau mit Halbwalmdach, 17./18. Jahrhundert, Anbau 19. Jahrhundert | D-6-77-114-53 Wikidata  | weitere Bilder |
| Nähe Schweinfurter Straße; Nähe Ölgäßchen; Wern; Würzburger Straße (Standort) | Brücke                                                 | Mehrbogig, mit Rampen über die Wern, Bruchsteinmauerwerk, 17. Jahrhundert, Fahrbahn modern verbreitert | D-6-77-114-63 Wikidata  | BW             |
| Nähe Schweinfurter Straße; Nähe Ölgäßchen; Wern; Würzburger Straße (Standort) | Brückenfigur                                           | Inschriftsockel mit Figur des heilgen Johann Nepomuk, Sandstein, Rokoko, 18. Jahrhundert | D-6-77-114-63 Wikidata  | weitere Bilder |
| Nähe Schweinfurter Straße; B 26, nahe der Brauerei Bender ()                  | Bildaufsatz                                            | Von Heiligenfigur bekrönt, 1729 | D-6-77-114-78 Wikidata  |                |
| Schweinfurter Straße 1 (Standort)                                             | Ehemaliger Bauernhof, Wohnhaus                         | Freistehender zweigeschossiger Satteldachbau mit Fachwerkgiebel, Fachwerk, 17./18. Jahrhundert, modern bezeichnet „1692“ | D-6-77-114-56 Wikidata  | weitere Bilder |
| Schweinfurter Straße 5 (Standort)                                             | Ehemaliger Bauernhof, Scheunen                         | | D-6-77-114-56 Wikidata  | BW             |
| Schweinfurter Straße 2 (Standort)                                             | Ehemaliger Gasthof                                     | Zweigeschossiger Halbwalmdachbau mit verputztem Fachwerkobergeschoss in Ecklage, 18. Jahrhundert | D-6-77-114-57 Wikidata  | weitere Bilder |
| Schweinfurter Straße 6 (Standort)                                             | Wohnhaus                                               | Zweigeschossiger traufständiger Halbwalmdachbau mit vorkragendem verputztem Fachwerkobergeschoss, 17./18. Jahrhundert | D-6-77-114-58 Wikidata  | weitere Bilder |
| Schweinfurter Straße 10 (Standort)                                            | Brauereigaststätte                                     | Zweigeschossiger Walmdachbau mit einseitigem Halbwalm sowie Putzfassade mit geohrten Sandsteinrahmungen, Eckpilastern und Hausmadonna, 18. Jahrhundert | D-6-77-114-60 Wikidata  | weitere Bilder |
| Sondheimer Straße 32 (Standort)                                               | Katholische Pfarr- und Wallfahrtskirche Maria Sondheim | Einschiffige Saalkirche mit Satteldach und fluchtendem 5/8-Chor, ursprünglich als dreischiffige Staffelhalle geplant, an den Längsseiten Kapellenanbauten mit Pultdach sowie niedriger Chorseitenturm mit Spitzhelm, Putzfassade mit gotischen Maßwerkfenstern und umlaufenden Strebepfeilern, 15./16. Jahrhundert, Turm 16. Jahrhundert, Umgestaltung 18. Jahrhundert, neugotische Restaurierung 1892/93; mit Ausstattung | D-6-77-114-62 Wikidata  | weitere Bilder |
| Sondheimer Straße 32 (Standort)                                               | Bildstock                                              | Pfeiler mit kreuzbekröntem Giebelaufsatz und Relief Kreuzigungsgruppe, Sandstein, gotisch, Mitte 15. Jahrhundert | D-6-77-114-71 Wikidata  | BW             |
| Wenzberg (Standort)                                                           | Gefallenendenkmal für den Krieg 1870/71                | Stufenpostament mit Inschriftsockel und Obelisk, Sandstein, bezeichnet „1895“ | D-6-77-114-72 Wikidata  | weitere Bilder |
| Würzburger Kreuz (Standort)                                                   | Wegkreuz                                               | Inschriftsockel mit Kruzifix, bemalter Sandstein, bezeichnet „1825“ | D-6-77-114-79 Wikidata  | BW             |
| Würzburger Straße 2 (Standort)                                                | Bildstockaufsatz                                       | Vermauerter Rundbogenaufsatz mit Relief Heiliger Antonius von Padua, Sandstein, barock, um 1700 | D-6-77-114-64 Wikidata  | BW             |
| Würzburger Straße 5 (Standort)                                                | Heiligenfigur                                          | Rundbogennische mit plastischem Relief Christus an der Geißelsäule (Wieskirchen-Typus), Sandstein, Rokoko, bezeichnet „1753“ | D-6-77-114-65 Wikidata  | BW             |

### Altbessingen
| Lage                                                | Objekt                                                        | Beschreibung | Akten-Nr.               | Bild           |
| --------------------------------------------------- | ------------------------------------------------------------- | --- | ----------------------- | -------------- |
| Affelder, Kreisstraße MSP 1 (Standort)              | Bildstock                                                     | Tischsockel mit Postament und Säule sowie Figur des heiligen Michael über Inschriftkartusche, Sandstein und Eisen, Barock, bezeichnet „1728“                                                                  | D-6-77-114-104 Wikidata | weitere Bilder |
| Am Änderleskreuz (Standort)                         | Bildstock                                                     | Tischsockel mit Säule und Volutenkapitell sowie rückwärtig beschriftetem Reliefaufsatz mit Kreuzigungsgruppe/Heiligem Petrus/weiblicher (?) Heiligenfigur, Sandstein, nachgotisch, bezeichnet „1624“          | D-6-77-114-107 Wikidata | BW             |
| Am Burghausener Weg, etwa 1000 m vom Ort (Standort) | Mariensäule                                                   | Tischsockel mit Postament und Säule sowie Inschriftkartusche mit Marienfigur, Sandstein, bezeichnet „1722“, Figur vom Typ der Lourdes-Madonna Ende 19./20. Jahrhundert                                        | D-6-77-114-102 Wikidata | BW             |
| Am Kirchenring 1 (Standort)                         | Bauernhof, Wohnhaus                                           | Zweigeschossiger Zierfachwerkbau mit Satteldach in Ecklage, 17./18. Jahrhundert | D-6-77-114-83 Wikidata  | weitere Bilder |
| Am Kirchenring (Standort)                           | Prozessionsaltar                                              | Inschriftsockel mit reich figuriertem und reliefiertem Baldachinaufdsatz Vier Evangelisten und Ölbergszene sowie bekrönender Kaiserfigur mit Putten, Sandstein, Rokoko, bezeichnet „1749“, teilweise erneuert | D-6-77-114-313 Wikidata | weitere Bilder |
| Am Kirchenring 3 (Standort)                         | Hausmadonna                                                   | Figur der Immaculata, Sandstein, 18. Jahrhundert | D-6-77-114-84 Wikidata  | weitere Bilder |
| Am Kirchenring 3 (Standort)                         | Wappenstein                                                   | 17./18. Jahrhundert, in Hausfassade des 19. Jahrhunderts eingefügt | D-6-77-114-84 Wikidata  | BW             |
| Am Kirchenring 4 (Standort)                         | Katholische Pfarrkirche St. Mariä Himmelfahrt und St. Ägidius | Satteldachbau mit eingezogenem Dreiseitchor und quadratischem Chorflankenturm mit Spitzhelm, Putzmauerwerk mit Spitzbogenfenstern, nachgotisch, 1614–17; mit Ausstattung                                      | D-6-77-114-85 Wikidata  | weitere Bilder |
| Am Kirchenring 4 (Standort)                         | Baldachinaltar mit Ölberg                                     | Bekrönung, bezeichnet „1732“ | D-6-77-114-85 Wikidata  | weitere Bilder |
| Am Kirchenring 4, vor der Kirche (Standort)         | Ölberg                                                        | Kleiner Walmdachbau mit reich reliefierter Blendfassade und großer Nische mit eingestellter Figurengruppe, Rokoko, Sandstein, bezeichnet „1746“                                                               | D-6-77-114-85 Wikidata  | weitere Bilder |
| Am Kirchenring (Standort)                           | Altarhäuschen                                                 | Mit tabernakelförmiger Nische, mit Bekrönung, bezeichnet „1747“; nicht nachqualifiziert, im Bayerischen Denkmalatlas nicht kartiert                                                                           | D-6-77-114-87 Wikidata  | weitere Bilder |
| Bettelhecke ()                                      | Sebastian-Bildstock                                           | Mit Kreuzigungsrelief, 1715; ehemalige „Lange Läng“; jetzt sichergestellt; nicht nachqualifiziert, im Bayerischen Denkmal-Atlas nicht kartiert                                                                | D-6-77-114-109 Wikidata |                |
| Burghäuser Straße 3 (Standort)                      | Bauernhof                                                     | Eingeschossiges giebelständiges Fachwerkhaus mit Krüppelwalmdach über hohem Kellersockel, 19. Jahrhundert | D-6-77-114-88 Wikidata  | BW             |
| Burghäuser Straße 4 (Standort)                      | Hoftor                                                        | Rundbogenpforte mit rustizierter Rahmung und Abschlussgesims sowie seitlichem Torpfeiler, Sandstein, bezeichnet „1723“, Fachwerküberbau mit Satteldach 19. Jahrhundert                                        | D-6-77-114-89 Wikidata  | weitere Bilder |
| Burghäuser Straße 6 (Standort)                      | Hoftor                                                        | Rundbogenpforte mit rustizierter Rahmung und Abschlussgesims mit Palmettenaufsatz sowie seitlichem Torpfeiler, Sandstein, Klassizismus, bezeichnet „1811“                                                     | D-6-77-114-91 Wikidata  | weitere Bilder |
| Dorfwiesen (Standort)                               | Prozessionsaltar                                              | Inschriftstipes mit Kreuztonnendach-Aufsatz über zwei Säulen und Reliefretabel Kreuzigungsgruppe sowie bekrönender Figur des Evangelisten Johannes, Sandstein, Barock, 1775                                   | D-6-77-114-105 Wikidata | weitere Bilder |
| Frühlingstraße 10 (Standort)                        | Brunnen                                                       | Überwölbte Brunnenstube mit langgestreckte Sandsteinquaderfassade, zwei Rundbogenöffnungen und Abschlussgesims sowie davor liegendem rechteckigem Bassin mit Bruchsteineinfassung, 18./frühes 19. Jahrhundert | D-6-77-114-309 Wikidata | weitere Bilder |
| Krämergasse 14 (Standort)                           | Hoftor                                                        | Ornamentierte Pforte mit korbbogigem Durchgang und Abschlussgesims mit Figurengruppe Taufe Christi sowie seitlichem Torpfeiler, Sandstein, Rokokoklassizismus, bezeichnet „1833“                              | D-6-77-114-92 Wikidata  | weitere Bilder |
| Krämergasse 18 (Standort)                           | Hoftor                                                        | Fachwerkrahmenkonstruktion mit Satteldach sowie korbbogiger Durchfahrt und Pforte mit darüber liegender Rundbogenblende, bezeichnet „1856“(?)                                                                 | D-6-77-114-93 Wikidata  | weitere Bilder |
| Lichte Eiche (Standort)                             | Friedhofskreuz                                                | Inschriftsockel mit Kruzifix und Schmerzhafter Muttergottes, Sandstein, Zopfstil, bezeichnet „1804“ | D-6-77-114-99 Wikidata  | BW             |
| Lichte Eiche (Standort)                             | Wegkreuz                                                      | Inschriftsockel mit Kruzifix, Sandstein und farbig gefasster Kalkstein, neugotisch, bezeichnet „1920“ | D-6-77-114-236 Wikidata | BW             |
| Neubaustraße (Standort)                             | Bildstock                                                     | Sockel mit Säule und rundbogigem Reliefaufsatz Kreuzigungsgruppe und Mondsichelmadonna sowie an den Seiten Heiliger Petrus und Bischofsheiliger, Sandstein, Renaissance, bezeichnet „1626“, Säule erneuert    | D-6-77-114-101 Wikidata | weitere Bilder |
| Nähe Neutorstraße (Standort)                        | Prozessionsaltar                                              | Inschriftsockel mit Kreuztonnendach-Aufbau über zwei Säulen und Reliefretabel Geißelung Christi sowie bekrönender Figur Evangelist Markus, Sandstein, barock, bezeichnet „1723“                               | D-6-77-114-98 Wikidata  | weitere Bilder |
| Neutorstraße; Nähe Neutorstraße (Standort)          | Prozessionsaltar                                              | Inschriftsockel mit Kreuztonnendach-Aufbau über zwei Säulen und Reliefretabel Dornenkrönung Christi sowie bekrönender Figur Evangelist Lukas, Sandstein, barock, bezeichnet „1727“                            | D-6-77-114-103 Wikidata | weitere Bilder |
| Neutorstraße 1 (Standort)                           | Hoftor                                                        | Geschnitzte Fachwerkrahmenkonstruktion mit segmentbogigem Hoftor, Pforte mit darüber liegender Spitzbogenblende sowie Satteldach, neugotisch, bezeichnet „1873“, erneuert                                     | D-6-77-114-94 Wikidata  | weitere Bilder |
| Neutorstraße 14 (Standort)                          | Bauernhaus                                                    | Zweigeschossiger giebelständiger Krüppelwalmdachbau mit verputztem, bzw. verschindeltem Fachwerkobergeschoss, bezeichnet „1850“, blecherne Dachzier am Ortgang bezeichnet „1907“                              | D-6-77-114-96 Wikidata  | weitere Bilder |
| Neutorstraße 14 (Standort)                          | Fußgängerpforte                                               | Ornamentierte Portalrahmung mit segmentbogigem Durchgang sowie seitlichem Torpfeiler, Sandstein, Spätklassizismus, bezeichnet „1853“                                                                          | D-6-77-114-96 Wikidata  | weitere Bilder |
| Sonnenstraße (Standort)                             | Prozessionsaltar                                              | Inschriftstipes mit Kreuztonnendach-Aufsatz über zwei Säulen und Reliefretabel Geburt Christi sowie bekrönender Figur des Evangelisten Matthäus, Sandstein, bezeichnet „1723“                                 | D-6-77-114-108 Wikidata | BW             |
| Weidig (Standort)                                   | Sühnekreuz                                                    | mit zentraler Rosette und rückwärtiger Inschrift, Sandstein, bezeichnet 1609(?) | D-6-77-114-106          | BW             |

### Binsbach
| Lage                                                       | Objekt                                           | Beschreibung | Akten-Nr.               | Bild           |
| ---------------------------------------------------------- | ------------------------------------------------ | --- | ----------------------- | -------------- |
| Am Gänheimer Weg; Kreisstraße MSP 4 (Standort)             | Bildstock                                        | Sockel mit abgefastem Pfeiler und Tonnendach-Reliefaufsatz Kreuzigungsgruppe/Heiliger Jakobus der Ältere/Heiliger Petrus, Sandstein bezeichnet „1823“, Sockel und Pfeiler neu                                                                | D-6-77-114-116 Wikidata | BW             |
| Ammannstraße 1 (Standort)                                  | Bildaufsatz                                      | Mit Relief der Kreuzigung, 1595; nicht nachqualifiziert, im Bayerischen Denkmal-Atlas nicht kartiert | D-6-77-114-110 Wikidata | BW             |
| Ammannstraße 9 (Standort)                                  | Relief                                           | Vermauerte rechteckige Platte mit Madonna in Rundbogennische und umlaufendem Schriftzug, Sandstein, bezeichnet „1708“ | D-6-77-114-111 Wikidata | BW             |
| Ammannstraße 22 (Standort)                                 | Pforte                                           | Mit ornamentiertem Segmentbogensturz und Bekrönungen, Sandstein, Spätklassizismus, bezeichnet „1856“ | D-6-77-114-112 Wikidata | BW             |
| Arnsteiner Weg (Standort)                                  | Bildstock                                        | Postament und Säule mit rundbogigem Reliefaufsatz Kreuzigungsgruppe Sandstein, 1600 | D-6-77-114-115 Wikidata | BW             |
| Arnsteiner Weg (Standort)                                  | Bildstock                                        | Sockel mit abgefastem Pfeiler und würfelförmigem Flachnischenaufsatz, Sandstein, angeblich 15. Jahrhundert, stark überformt | D-6-77-114-117 Wikidata | BW             |
| Beim Altweg (Standort)                                     | Bildstock                                        | Sockel mit Postament und abgefastem Pfeiler sowie rundbogigem Flachnischenaufsatz, Sandstein, 1896 | D-6-77-114-120 Wikidata | BW             |
| Binsbacher Kreuz; Dihmergrund; am Loch (Standort)          | Bildstock                                        | Mit Pietà | D-6-77-114-118 Wikidata | BW             |
| Gramschatzer Weg; Kreisstraße MSP 4; Zehntstück (Standort) | Bildstock                                        | Tischsockel mit Postament und konischem Achteckpfeiler sowie rundbogigem Reliefaufsatz Kreuzigungsgruppe, Sandstein, 1742 | D-6-77-114-119 Wikidata | weitere Bilder |
| Schuhmarkt (Standort)                                      | Prozessionsaltar                                 | Inschriftstipes mit Kreuztonnendachaufsatz über zwei Säulen und Reliefretabel Kreuzigungsgruppe mit Gottvater sowie vier Evangelisten an den Aufsatzecken und Figurenbekrönung mit heiligem Georg, Sandstein, 1720(?), neu bezeichnet „1770“ | D-6-77-114-114 Wikidata | BW             |
| Schuhmarkt 3 (Standort)                                    | Katholische Kuratiekirche St. Jakobus der Ältere | Saalkirche mit Satteldach und eingezogenem Dreiseitchor, mit geohrten Sandsteinrahmungen, Chorreiter mit welscher Haube, barock, bezeichnet „1733“; mit Ausstattung                                                                          | D-6-77-114-113 Wikidata | BW             |

### Binsfeld
| Lage                            | Objekt                                         | Beschreibung | Akten-Nr.               | Bild           |
| ------------------------------- | ---------------------------------------------- | --- | ----------------------- | -------------- |
| B 26 (Standort)                 | Bildstock                                      | Mit Relief, 1759 | D-6-77-114-135 Wikidata | weitere Bilder |
| Brückenstraße (Standort)        | Bildstock                                      | Postament und Inschriftsäule mit rundbogigem kreuzbekröntem Reliefaufsatz Kreuzigungsgruppe und seitlich Heiliger Laurentius/Heiliger Valentin, Sandstein, bezeichnet „1699“                            | D-6-77-114-122 Wikidata | BW             |
| Brückenstraße 5 (Standort)      | Wohnhaus                                       | Zweigeschossiger Halbwalmdachbau mit teilweise verputztem Fachwerkobergeschoss, im Kern 17. Jahrhundert                                                                                                 | D-6-77-114-121 Wikidata | weitere Bilder |
| Flürlein (Standort)             | Bildstock                                      | Heiligenhäuschen mit Inschriftsockel und Tonnendach-Nischenaufsatz, Sandstein, bezeichnet „1884“ | D-6-77-114-136 Wikidata | BW             |
| Luitpoldstraße 12 (Standort)    | Katholische Pfarrkirche St. Nikolaus           | Saalkirche mit Satteldach und eingezogenem Dreiseitchor sowie Chorflankenturm mit Spitzhelm, Putzmauerwerk mit Sandsteingliederungen, barock, ab 1719; mit Ausstattung                                  | D-6-77-114-123 Wikidata | weitere Bilder |
| Luitpoldstraße 12 (Standort)    | Friedhofskreuz                                 | Geschweifter Inschriftsockel mit Kruzifix, Sandstein, Spätbarock, bezeichnet „1787“ | D-6-77-114-123 Wikidata | weitere Bilder |
| Luitpoldstraße 12 (Standort)    | Prozessionsaltar                               | Stipes mit kreuzbekröntem Kreuztonnendachaufbau über zwei Säulen und Reliefretabel Kreuzigungsgruppe, Sandstein, 18. Jahrhundert, Stipes neu                                                            | D-6-77-114-123 Wikidata | weitere Bilder |
| Pfarrgasse 5 (Standort)         | Pfarrhof, Pfarrhaus                            | Zweigeschossiger Walmdachbau mit Sandsteinrahmungen, Türsturz, bezeichnet „1750“ | D-6-77-114-124 Wikidata | BW             |
| Pfarrgasse 5 (Standort)         | Pfarrhof, Scheune                              | Massiver Halbwalmdachbau, 18. Jahrhundert | D-6-77-114-124 Wikidata | BW             |
| Pfarrgasse 5 (Standort)         | Pfarrhof, Hofmauer mit Rundbogentor und Pforte | 18./19. Jahrhundert | D-6-77-114-124 Wikidata | BW             |
| Pfarrgasse 5 (Standort)         | Pfarrhof, Wirtschaftsgebäude                   | Erhaltene Erdgeschosswände, bezeichnet „1770“ | D-6-77-114-124 Wikidata | BW             |
| Retzstadter Straße 2 (Standort) | Bildstock und Gedenksäule                      | Inschriftsockel mit Postament und Säule sowie figurenbekröntem Reliefaufsatz Unfallszene/Kreuzabnahme, Sandstein, Rokoko, bezeichnet „1758“                                                             | D-6-77-114-138 Wikidata | BW             |
| Schultorstraße 4 (Standort)     | Bauernhof, Wohnhaus                            | Eingeschossiger giebelständiger Krüppelwalmdachbau über Kellersockel, 18./19. Jahrhundert | D-6-77-114-125 Wikidata | BW             |
| Schultorstraße 4 (Standort)     | Fußgängerpforte                                | Profilierter Rundbogen, Sandstein, frühes 17. Jahrhundert | D-6-77-114-125 Wikidata | BW             |
| Schultorstraße 7 (Standort)     | Bauernhof                                      | Zweigeschossiger Krüppelwalmdachbau mit Fachwerkobergeschoss und überbauter Tordurchfahrt in Ecklage, wohl 18. Jahrhundert, Türsturz bezeichnet „1836“, Hoftor bezeichnet „1720“                        | D-6-77-114-126 Wikidata | weitere Bilder |
| Untere Dorfstraße 5 (Standort)  | Wohnhaus                                       | Eingeschossiger giebelständiger Satteldachbau mit Fachwerkgiebel, 18./19. Jahrhundert | D-6-77-114-127 Wikidata | weitere Bilder |
| Untere Dorfstraße 6 (Standort)  | Bauernhof, Wohnhaus                            | Zweigeschossiger giebelständiger Halbwalmdachbau mit teilweise verputztem Fachwerkobergeschoss, erste Hälfte 19. Jahrhundert                                                                            | D-6-77-114-128 Wikidata | weitere Bilder |
| Untere Dorfstraße 7 (Standort)  | Bauernhof, Wohnhaus                            | Eingeschossiger giebelständiger Satteldachbau mit verputztem Fachwerkgiebel und profilierten Sandsteinrahmungen über hohem Kellersockel, 18./19. Jahrhundert                                            | D-6-77-114-129 Wikidata | BW             |
| Untere Dorfstraße 7 (Standort)  | Bauernhof, Hoftor                              | Verputzte Mauer mit rundbogiger Tordurchfahrt, 18./19. Jahrhundert | D-6-77-114-129 Wikidata | BW             |
| Untere Dorfstraße 8 (Standort)  | Bauernhof, Wohnhaus                            | Zweigeschossiger giebelständiger Halbwalmdachbau mit Fachwerkobergeschoss, 18. Jahrhundert | D-6-77-114-130 Wikidata | weitere Bilder |
| Untere Dorfstraße 8 (Standort)  | Hoftor                                         | Rundbogige Tordurchfahrt und seitliche Pforte mit flachem Sturz, Sandstein, bezeichnet „1748“ | D-6-77-114-130 Wikidata | weitere Bilder |
| Untere Dorfstraße 8 (Standort)  | Prozessionsaltar                               | Gemauerter Sockel mit kreuzbekröntem Kreuztonnendach-Nischenaufsatz über zwei Säulen und Reliefretabel Kreuzigungsgruppe, Sandstein, 1748, Sockel erneuert                                              | D-6-77-114-131 Wikidata | weitere Bilder |
| Untere Dorfstraße 10 (Standort) | Gasthof, Gasthaus                              | Zweigeschossiger giebelständiger Halbwalmdachbau mit verputztem Fachwerkobergeschoss über hohem Kellersockel sowie schmiedeeiserner Ausleger, 18./19. Jahrhundert                                       | D-6-77-114-132 Wikidata | weitere Bilder |
| Untere Dorfstraße 10 (Standort) | Nebengebäude                                   | Zweigeschossiger giebelständiger Satteldachbau mit Sandsteinrahmungen, neugotisch, zweite Hälfte 19. Jahrhundert                                                                                        | D-6-77-114-132 Wikidata | weitere Bilder |
| Untere Dorfstraße 10 (Standort) | Hoftor                                         | Rundbogige Tordurchfahrt und Pforte mit geradem Sturz, bezeichnet „1751“ | D-6-77-114-132 Wikidata | weitere Bilder |
| Untere Dorfstraße 11 (Standort) | Bauernhof, Wohnhaus                            | Zweigeschossiger giebelständiger Satteldachbau mit Zierfachwerkobergeschoss über hohem Sockel, Dach mit verziertem Ortgang im Schweizerhaus-Stil, Fachwerk bezeichnet „1667“, Dach Ende 19. Jahrhundert | D-6-77-114-133 Wikidata | BW             |
| Untere Dorfstraße 11 (Standort) | Bauernhof, Hoftor                              | Sandsteinpfosten mit Radabweisern und profiliertem Holzsturz mit Satteldach, 18./19. Jahrhundert | D-6-77-114-133 Wikidata | BW             |
| Untere Dorfstraße 20 (Standort) | Wohnhaus                                       | Dreiseitig freistehender zweigeschossiger Mansardwalmdachbau mit verputztem Fachwerkobergeschoss, zweite Hälfte 18. Jahrhundert                                                                         | D-6-77-114-134 Wikidata | BW             |

### Büchold
| Lage                                            | Objekt                                                     | Beschreibung | Akten-Nr.                         | Bild           |
| ----------------------------------------------- | ---------------------------------------------------------- | --- | --------------------------------- | -------------- |
| Am Dorfgraben (Standort)                        | Bildstock                                                  | Sockel mit Achteckpfeiler und tafelförmigem Reliefaufsatz Szene mit Kruzifix und Stifterfiguren sowie Erscheinungsmotiv des heiligen Georg zu Pferde, Sandstein, nachgotisch, um 1600                                             | D-6-77-114-162 Wikidata           | BW             |
| Nähe Brackenstraße (Standort)                   | Prozessionsaltar                                           | Inschriftstipes über Stufen und baldachinförmiger Reliefaufsatz mit Putten sowie bekrönender Figur des Evangelisten Johannes, Sandstein, Rokoko, 1747                                                                             | D-6-77-114-143 Wikidata           | weitere Bilder |
| Nähe Brackenstraße (Standort)                   | Relief                                                     | Tafel mit Rahmung und Relief Pieta über Engelkonsolen, Sandstein, neobarock, Ludwig Sonnleitner, um 1920 | D-6-77-114-155 Wikidata           | weitere Bilder |
| Brackenstraße 16 (Standort)                     | Hoftor und Fußgängerpforte                                 | Mit Pinienzapfenaufsatz, bezeichnet „1830“ | D-6-77-114-139 Wikidata           | BW             |
| Brackenstraße 22 (Standort)                     | Prozessionsaltar                                           | Inschriftstipes mit Kreuztonnendach-Aufsatz über zwei Säulen und Reliefretabel Heilige Dreifaltigkeit sowie mit bekrönender Figur des Evangelisten Lukas, Sandstein, barock, bezeichnet „1722“                                    | D-6-77-114-140 Wikidata           | BW             |
| Brunnengasse 2 (Standort)                       | Bauernhof, Bauernhaus                                      | Zweigeschossiger giebelständiger Fachwerkbau mit Satteldach, 19. Jahrhundert | D-6-77-114-141 Wikidata           | weitere Bilder |
| Feldwiese (Standort)                            | Bildstock                                                  | Postament und Säule mit rundbogigem Nischenaufsatz, Sandstein, 19. Jahrhundert | D-6-77-114-161 Wikidata           | BW             |
| Höhlenweg (Standort)                            | Bildstock                                                  | Postament mit Säule und kreuzbekröntem dreiseitigem Reliefaufsatz Kreuzigungsgruppe/Mondsichelmadonna/Heiliger Petrus, Spätrenaissance, Anfang 17. Jahrhundert, Säulenschaft erneuert                                             | D-6-77-114-158 Wikidata           | BW             |
| Förstergasse 1 (Standort)                       | Pfarrhaus                                                  | Zweigeschossiger Halbwalmdachbau mit sparsamen Sandsteingliederungen in Ecklage, um 1820 | D-6-77-114-142 Wikidata           | weitere Bilder |
| Förstergasse 1, an der Brackenstraße (Standort) | Gartenpavillon                                             | Kleiner Fachwerkbau mit geschwungenem Pyramidendach teilweise auf Gartenmauer sitzend, 18. Jahrhundert | D-6-77-114-142 Wikidata           | weitere Bilder |
| Förstergasse 1, an der Brackenstraße (Standort) | Glockenturm (Läutturm)                                     | Quadratischer, dreigeschossiger Turm mit Fachwerkobergeschoss und Pyramidenhelm, errichtet 1826 aus den Steinen der 1795 abgebrochenen Pfarrkirche St. Johannes der Täufer; Geläut: 3 Glocken (a'-cis"-e")                        | D-6-77-114-142 zugehörig Wikidata | weitere Bilder |
| Förstergasse 3 (Standort)                       | Pforte                                                     | Türrahmung mit geradem Sturz und Nischenaufsatz, Sandstein, bezeichnet „1885“, erneuert | D-6-77-114-144 Wikidata           | BW             |
| Förstergasse 4 (Standort)                       | Bildstock                                                  | Inschriftsockel mit Pfeiler und kreuzbekröntem Flachnischenaufsatz, Sandstein, bezeichnet „1733“ oder „1753“ | D-6-77-114-147 Wikidata           | BW             |
| Förstergasse 13 (Standort)                      | Pforte                                                     | Profilierter Türsturz, Sandstein, bezeichnet „1788“ | D-6-77-114-145 Wikidata           | weitere Bilder |
| Nähe Förstergasse (Standort)                    | Relief                                                     | Segmentbogige Tafel mit profilierter Rahmung und Inschrift sowie Relief Kreuzigungsgruppe, grüner Sandstein, 19. Jahrhundert | D-6-77-114-146 Wikidata           | BW             |
| Kirchenstraße 7 (Standort)                      | Bauernhof, Wohnstallhaus                                   | Langgezogener massiver Satteldachbau über hohem Kellersockel auf unregelmäßigem Grundriss, wohl 17. Jahrhundert | D-6-77-114-148 Wikidata           | weitere Bilder |
| Kirchenstraße 7, 9 (Standort)                   | Hoftor                                                     | Profilierter Rundbogen, Sandstein, bezeichnet „1601“ | D-6-77-114-148 Wikidata           | weitere Bilder |
| Kirchenstraße 9 (Standort)                      | Kleineres Hofgebäude                                       | | D-6-77-114-148 Wikidata           | BW             |
| Kirchenstraße 7 (Standort)                      | Hofmauer                                                   | mit spitzbogiger Pforte, um 1600 | D-6-77-114-148 Wikidata           | BW             |
| Kirchenstraße 8 (Standort)                      | Bauernhof                                                  | Dreiseitig freistehender zweigeschossiger Satteldachbau mit Zierfachwerkanteilen im Obergeschoss, 17. Jahrhundert | D-6-77-114-149 Wikidata           | weitere Bilder |
| Kirchenstraße 9 (Standort)                      | Siehe Kirchenstraße 7, 9 (D-6-77-114-148)                  | | D-6-77-114-150 Wikidata           | BW             |
| Kirchenstraße 15 (Standort)                     | Bauernhof, Wohnhaus                                        | Zweigeschossiges Fachwerkhaus mit Halbwalmdach und Zwerchhausanbau mit Satteldach, erste Hälfte 19. Jahrhundert | D-6-77-114-152 Wikidata           | weitere Bilder |
| Kirchenstraße 15 (Standort)                     | Bauernhof, Wirtschaftsgebäude                              | Fachwerkscheune mit Satteldach und eingeschossigem Fachwerkanbau mit Frackdach und Gred, zweite Hälfte 19. Jahrhundert | D-6-77-114-152 Wikidata           | weitere Bilder |
| Kirchenstraße 18 (Standort)                     | Katholische Pfarrkirche Mariä Heimsuchung und St. Nikolaus | Saalkirche mit Satteldach und eingezogenem Chor zwischen Turmpaar mit Zeltdächern, Spätrenaissance, 1619–22, mit älteren Bauteilen; mit Ausstattung                                                                               | D-6-77-114-153 Wikidata           | weitere Bilder |
| Nähe Kirchenstraße (Standort)                   | Bildstock                                                  | Inschriftsockel mit Pfeiler und Reliefaufsatz Heilige Dreifaltigkeit, Sandstein, neobarock, bezeichnet „1900“ | D-6-77-114-153 Wikidata           | weitere Bilder |
| Kirchenstraße 18; Nähe Kirchenstraße (Standort) | Bildstock                                                  | Inschriftsockel mit Pfeiler und Reliefaufsatz Heilige Familie, Sandstein, Zopfstil, bezeichnet „1796“ | D-6-77-114-153 Wikidata           | weitere Bilder |
| Kirchenstraße 18 (Standort)                     | Friedhof                                                   | Ummauertes Areal mit Friedhofskreuz, Kreuzwegstationen, um 1910, und alten Grabsteinen, 18.- Mitte 20. Jh. | D-6-77-114-375                    | weitere Bilder |
| Kreuzweg 1 (Standort)                           | Sandsteinchristus                                          | Zweite Hälfte 19. Jahrhundert; nicht nachqualifiziert, im Bayerischen Denkmal-Atlas nicht kartiert | D-6-77-114-297 Wikidata           | BW             |
| Kreuzweg 1 (Standort)                           | Korpus eines Kruzifixes                                    | nicht nachqualifiziert, im Bayerischen Denkmal-Atlas nicht kartiert | D-6-77-114-297 Wikidata           | BW             |
| Mühlweg 2, 2 a (Standort)                       | Gasthof Adler                                              | Zweigeschossiger Krüppelwalmdachbau mit versetzt angebautem zweigeschossigem Walmdachanbeu, Fachwerkobergeschoss verputzt oder massiv ersetzt, geohrte Sandsteinrahmungen, Rokokotür, nachgotisch und barock, 17./18. Jahrhundert | D-6-77-114-154 Wikidata           | weitere Bilder |
| Mühlweg 2 (Standort)                            | Gasthof Adler, zugehörig Fachwerkscheunen                  | Teilweise mit Halbwalmdach, 18./19. Jahrhundert | D-6-77-114-154 Wikidata           | BW             |
| Mühlweg 2 (Standort)                            | Gasthof Adler, Hoftor                                      | Pfeilerpaar, Sandstein, um 1800 | D-6-77-114-154 Wikidata           | BW             |
| Schloßberg 5 (Standort)                         | Burgruine, Bergfried                                       | Hoher Rundturm mit Quadermauerwerk in den unteren Geschossen und Bruchsteinmauerwerk in den oberen, im Kern romanisch, 12./13. Jahrhundert                                                                                        | D-6-77-114-156 Wikidata           | weitere Bilder |
| Schloßberg 5, Kirchenstraße 17 (Standort)       | Burgruine, Ringmauer                                       | Etwa kreisrunde Anlage mit Rundtürmen und umlaufendem tiefem Graben, Bruchsteinmauerwerk, mittelalterlich | D-6-77-114-156 zugehörig Wikidata | BW             |
| Schloßberg 5 (Standort)                         | Burgruine, Keller                                          | Kellersockelgeschoss des ehemaligen Schlosses mit Rundbogentor, 16. Jahrhundert, Tor mit Wappenstein bezeichnet „1685“ | D-6-77-114-156 zugehörig Wikidata | BW             |
| Kirchenstraße 17 (Standort)                     | Terrassengarten                                            | Erhaltene Südmauer mit Freitreppe und darunter befindlicher Grotte, Bruchstein und Sandstein, 18. Jh. | D-6-77-114-156 zugehörig Wikidata | BW             |
| Steinbachshof 1 (Standort)                      | Hoftor                                                     | Profilierte Pfortenrahmung mit segmentbogigem Durchgang sowie Gesims mit Pinienzapfen-Aufsatz und zugehöriger Torpfeiler, Sandstein, bezeichnet „1802“, erneuert                                                                  | D-6-77-114-151 Wikidata           | BW             |
| Steinbachshof 1 (Standort)                      | Ehemaliger Schafhof, Wohnstallhaus                         | Eingeschossiger Bruchsteinbau mit Satteldach über hohem Kellersockel, 17. Jahrhundert | D-6-77-114-298 Wikidata           | BW             |
| Steinbachshof 1 (Standort)                      | Ehemaliger Schafhof, Schafstall                            | Eingeschossiger Bruchsteinbau mit hohem Satteldach, 17. Jahrhundert | D-6-77-114-298 Wikidata           | BW             |
| Weichselsberg 2 (Standort)                      | Pforte                                                     | Erhaltene Südmauer mit Freitreppe und darunter befindlicher Grotte, Bruchstein und Sandstein 18. Jahrhundert | D-6-77-114-157 Wikidata           | weitere Bilder |
| Aßbach (Standort)                               | Bildstock                                                  | Postament und Säule mit kreuzbekröntem vierseitigem Reliefaufsatz Kreuzigungsgruppe/ Pietà/Heiliger Matthäus, nachgotisch, um 1600                                                                                                | D-6-77-114-160 Wikidata           | BW             |

### Dattensoll
| Lage                                                                          | Objekt                                       | Beschreibung | Akten-Nr.               | Bild |
| ----------------------------------------------------------------------------- | -------------------------------------------- | --- | ----------------------- | ---- |
| Breitenäcker; Am Karlstadter Weg bei Dattensoll, unter zwei Bäumen (Standort) | Bildstock unter zwei Bäumen                  | Inschriftsockel mit Volutensäule und geschwungenem Reliefaufsatz Kreuzigungsgruppe/Heilige Dreifaltigkeit, seitlich zwei Heiligendarstellungen, Sandstein, Rokoko, 1765    | D-6-77-114-227 Wikidata | BW   |
| Breitenäcker (Standort)                                                       | Bildstock, später Umwandlung zur Mariensäule | Inschriftsockel mit Säule sowie Kartusche mit Figur einer sitzenden Madonna, Sandstein, Rokoko-Sockel und Säule, bezeichnet „1752“, Figur der Madonna wohl 19. Jahrhundert | D-6-77-114-220 Wikidata | BW   |
| Dattensoller Höhe (Standort)                                                  | Bildstock                                    | Inschriftsockel mit Postament und Säule sowie Inschriftkartusche mit Figur der Pietà, Sandstein, bezeichnet „1748“                                                         | D-6-77-114-221 Wikidata | BW   |
| Hasenbrunnen (Standort)                                                       | Bildstock                                    | Inschriftsockel mit Kreuztonnendach-Nischenaufsatz und Glastür, Sandstein, 1847                                                                                            | D-6-77-114-222 Wikidata | BW   |

### Dürrhof
| Lage                                            | Objekt                | Beschreibung | Akten-Nr.               | Bild |
| ----------------------------------------------- | --------------------- | --- | ----------------------- | ---- |
| Dürrhof 3 (Standort)                            | Bauernhof, Bauernhaus | Eingeschossiger Satteldachbau mit rückwärtigem Halbwalmdach und Zierfachwerkgiebel, 17./18. Jahrhundert                                                                      | D-6-77-114-163 Wikidata | BW   |
| Dürrhof 4 (Standort)                            | Brunnenhaus           | Bruchsteinbau, 18. Jahrhundert | D-6-77-114-166 Wikidata | BW   |
| Dürrhof 4 (Standort)                            | Bauernhof             | Eingeschossiges Wohnhaus mit Mansarddach, 18./19. Jahrhundert | D-6-77-114-164 Wikidata | BW   |
| Frühmeßholz, zwischen zwei Kastanien (Standort) | Bildstock             | Gemauerter Sockel mit Postament und Säule sowie kreuzbekröntem Reliefaufsatz Kreuzfall/seitlich Heiliger Johannes Baptist und Heiliger Michael, Sandstein, bezeichnet „1696“ | D-6-77-114-165 Wikidata | BW   |

### Ebenroth
| Lage                    | Objekt    | Beschreibung                               | Akten-Nr.              | Bild |
| ----------------------- | --------- | ------------------------------------------ | ---------------------- | ---- |
| Großer Steig (Standort) | Feldkreuz | Inschriftsockel mit Kreuz, Sandstein, 1884 | D-6-77-114-80 Wikidata | BW   |

### Gänheim
| Lage                              | Objekt                                                                                                | Beschreibung | Akten-Nr.               | Bild           |
| --------------------------------- | --- | --- | ----------------------- | -------------- |
| Aumühle 1 (Standort)              | Hoftor                                                                                                | Pforte mit geradem Sturz und geohrter Profilrahmung mit Muschelbekrönung sowie Torpfeiler mit Kugelbekrönung, Sandstein, bezeichnet „1787“ | D-6-77-114-169 Wikidata | BW             |
| Frankenstraße 1 (Standort)        | Kreuzschlepper                                                                                        | Ehemaliger Türsturz mit verkröpftem Gesims und Figur des kreuztragenden Christus, Sandstein, bezeichnet „1882“ | D-6-77-114-170 Wikidata | weitere Bilder |
| Frankenstraße (Standort)          | Bildstock                                                                                             | Sockel mit Postament und Achteckpfeiler sowie rundbogigem kreuzbekröntem Reliefaufsatz Kreuzigungsgruppe/Pietà und seitlich Heiliger Laurentius/Heiliger Michael, Sandstein, bezeichnet „1625“ | D-6-77-114-171 Wikidata | weitere Bilder |
| Frankenstraße; Hofholz (Standort) | Bildstock                                                                                             | Bildhäuschen mit kreuzbekröntem Tonnendach-Nischenaufsatz und Pietà, Sandstein, 19. Jahrhundert, Sockel und Figur erneuert | D-6-77-114-180 Wikidata | BW             |
| Gries (Standort)                  | Kreuzweg                                                                                              | Gärtnerisch gestaltete Anlage mit Ölberg- und Kreuzwegdarstellungen zwischen Lebensbäumen an mit Weißdornhecken gesäumtem Rasenweg, nach 1952 Ölbergdarstellung, Stufensockel mit Rahmenaufsatz und eingestelltem Relief, Muschelkalk, Dittmejer, 1951/52, Relief erneuert 14 Kreuzwegstationen in Form von Bildstöcken mit Reliefaufsätzen und Kreuzbekrönung über schlichten Inschriftpfeilern mit Stufensockeln, Muschelkalk, 1951/52 von Dittmejer/Rimpar, 1951/52 | D-6-77-114-299 Wikidata | BW             |
| Kirchplatz 1 (Standort)           | Katholische Pfarrkirche St. Laurentius, ehemalige Chorturmkirche                                      | Quadratischer Turm mit Schieferhaube und Laterne, Putzmauerwerk mit Sandsteinrahmungen, 1639 über älterem Kern, sonst Neubau von 1971; mit Ausstattung | D-6-77-114-172 Wikidata | weitere Bilder |
| Kirchplatz 2 (Standort)           | Inschrifttafel                                                                                        | Ornamentkartusche mit Inschrift und Julius-Echter-Wappen, Sandstein, bezeichnet „1614“ | D-6-77-114-173 Wikidata | weitere Bilder |
| Kirchplatz 5 (Standort)           | Pfarrhof, Pfarrhaus                                                                                   | Zweigeschossiger Halbwalmdachbau mit Zierfachwerkobergeschoss und geohrten Sandsteinrahmungen im Erdgeschoss, bezeichnet „1687“ | D-6-77-114-174 Wikidata | weitere Bilder |
| Kirchplatz 5 (Standort)           | Pfarrhof, Pfarrscheune                                                                                | Eineinhalbgeschossiger Satteldachbau mit Sandsteinquaderfassade, 19. Jahrhundert | D-6-77-114-174 Wikidata | BW             |
| Kirchplatz 5 (Standort)           | Pfarrhof, Einfriedung                                                                                 | Profilierte und geohrte Pforte mit Pietà und Bekrönungen des 18. Jahrhunderts sowie Mauerbrüstung mit Eisengitterzaun um 1900 | D-6-77-114-174 Wikidata | BW             |
| Mühlbach, Wern (Standort)         | Brücke                                                                                                | Zweiteilige Brückenkonstruktion mit steinernen Brüstungen und drei Bögen über die Wern und bzw. einem Bogen über den Mühlgraben, 18. Jahrhundert | D-6-77-114-176 Wikidata | weitere Bilder |
| Mühlbach, Wern (Standort)         | St.-Nepomuk-Statue                                                                                    | Geschweifter Inschriftsockel mit Figur des heiligen Johannes Nepomuk, Sandstein, Rokoko, bezeichnet „1756“ | D-6-77-114-176 Wikidata | weitere Bilder |
| Obere Kirchgasse 5 (Standort)     | Wohnhaus                                                                                              | Zweigeschossiges giebelständiges Fachwerkhaus mit Frackdach, Pforte bezeichnet „1787“ | D-6-77-114-175 Wikidata | BW             |
| Röthleinsberg (Standort)          | Prozessionsaltar                                                                                      | Inschriftstipes mit Kreuztonnendach-Aufbau über Säulen und Reliefretabel Vierzehn Nothelfer sowie Figurenbekrönung mit heiligem Georg, Sandstein, bezeichnet „1887“, erneuert | D-6-77-114-179 Wikidata | BW             |
| Zehntstraße (Standort)            | Bildstock                                                                                             | Sockel mit Postament und Pfeiler sowie dreiseitigem Reliefaufsatz Kreuzigungsgruppe/Madonna/Christus in der Rast sowie an den Kanten Heiligendarstellungen, Sandstein, bezeichnet „1630“, Renovierung bezeichnet „1873“, erneuert | D-6-77-114-177 Wikidata | weitere Bilder |
| Kitzenloch; Lehmäcker (Standort)  | Bildstock und Gedenkstein für die an dieser Stelle tödlich verunglückten Anton Bauer und Sohn Andreas | Postament und Pfeiler mit rundbogigem Nischenaufsatz mit Inschrift, Sandstein, bezeichnet „1907“ | D-6-77-114-181 Wikidata | BW             |
| Krumme Hölle (Standort)           | Feldkreuz                                                                                             | Geschweifter Sockel mit Kruzifix, Sandstein, Historismus, bezeichnet „1882“ | D-6-77-114-182 Wikidata | BW             |

### Halsheim
| Lage                                            | Objekt                                 | Beschreibung | Akten-Nr.               | Bild           |
| ----------------------------------------------- | -------------------------------------- | --- | ----------------------- | -------------- |
| Alter Weg; Kirchberg; Rosenstraße (Standort)    | Heiligenhäuschen                       | Sockel mit kreuzbekrönter Rundbogennische, 1879, erneuert | D-6-77-114-193 Wikidata | BW             |
| Auenstraße 1 (Standort)                         | Hoftor                                 | Zwei Mauerscheiben mit Satteldach und Fußgängerpforte mit geradem Sturz, bezeichnet „1748“ | D-6-77-114-184 Wikidata | weitere Bilder |
| Auenstraße (Standort)                           | Prozessionsaltar                       | Inschriftstipes mit kreuzbekröntem Tonnendach-Nischenaufsatz, Sandstein, bezeichnet „1801“ | D-6-77-114-185 Wikidata | weitere Bilder |
| Gemeindefeld; Landstein (Standort)              | Kreuzschlepper                         | Inschriftsockel mit Säule und Figur des kreuztragenden Christus, Sandstein, bezeichnet „1754“ | D-6-77-114-194 Wikidata | BW             |
| Lerchengasse 2 (Standort)                       | Bildstock                              | Säule mit kreuzbekröntem Reliefaufsatz Kreuzigungsgruppe, Sandstein, Spätrenaissance, Anfang 17. Jahrhundert, in Hauswand vermauert                                                                   | D-6-77-114-186 Wikidata | weitere Bilder |
| Obere Gasse, Ecke Sebastianstraße 15 (Standort) | Prozessionsaltar                       | Gemauerter Sockel mit kreuzbekröntem Kreuztonnendachaufsatz über zwei Säulen und Reliefretabel Kreuzigungsgruppe, Sandstein, bezeichnet „1717“, Sockel modern                                         | D-6-77-114-189 Wikidata | weitere Bilder |
| Rosenstraße (Standort)                          | Bildstock                              | Sockel mit Postament und Säule sowie tafelförmigem Reliefaufsatz Kreuzigungsgruppe/Pietà und seitlich Heiliger Sebastian/Heiliger Michael, Sandstein, bezeichnet „1680“, Säule mit Datierung erneuert | D-6-77-114-187 Wikidata | weitere Bilder |
| Sebastianstraße 7 (Standort)                    | Hausmadonna                            | Figur der Immaculata, farbig gefasster Sandstein, 18. Jahrhundert | D-6-77-114-188 Wikidata | BW             |
| Sebastianstraße 26 (Standort)                   | Katholische Filialkirche St. Sebastian | Satteldachbau mit eingezogenem Rechteckchor und geschweiftem Blendgiebel sowie seitlichem Turm mit Spitzhelm, Klassizismus, 1811, Umbau 1885, Turm im Kern nachgotisch um 1600; mit Ausstattung       | D-6-77-114-190 Wikidata | weitere Bilder |
| Steinweg (Standort)                             | Bildstock                              | Inschriftsockel mit kreuzbekröntem Tonnendach-Nischenaufsatz, Sandstein, bezeichnet „1736“, Erneuerung bezeichnet „1985“                                                                              | D-6-77-114-195 Wikidata | BW             |
| Talweg 1 (Standort)                             | Bauernhof, Wohnhaus                    | Halbwalmdachbau mit verputztem Fachwerkobergeschoss und teilweise geohrten Fensterrahmungen, um 1800                                                                                                  | D-6-77-114-191 Wikidata | weitere Bilder |
| Talweg 1 (Standort)                             | Bauernhof, Scheune                     | Teilweise massiv erneuerter Fachwerkbau mit Satteldach und kleinem Satteldachanbau mit Fachwerkdrempel, 19. Jahrhundert                                                                               | D-6-77-114-191 Wikidata | BW             |
| Talweg 1 (Standort)                             | Bauernhof, Hofmauer                    | Mit überdachter Durchfahrt und Pforte, bezeichnet „1827“ | D-6-77-114-191 Wikidata | weitere Bilder |
| Winterbergstraße (Standort)                     | Prozessionsaltar                       | Stipes mit Tonnendach-Nischenaufsatz und Reliefretabel Pietà, Sandstein, 18./19. Jahrhundert, Stipes erneuert                                                                                         | D-6-77-114-192 Wikidata | weitere Bilder |

### Heugrumbach
| Lage                               | Objekt                                 | Beschreibung | Akten-Nr.               | Bild           |
| ---------------------------------- | -------------------------------------- | --- | ----------------------- | -------------- |
| Brühlstraße 20 (Standort)          | Ehemaliger Bauernhof, Wohnhaus         | Eingeschossiges giebelständiges Satteldachhaus mit teilweise verputztem Fachwerk über Kellersockel, 19. Jahrhundert                                                                           | D-6-77-114-196 Wikidata | weitere Bilder |
| Brühlstraße 20 (Standort)          | Ehemaliger Bauernhof, Scheune          | Rückwärtig angebauter Bruchsteinbau mit Satteldach, 19. Jahrhundert | D-6-77-114-196 Wikidata | BW             |
| Julius-Echter-Straße 23 (Standort) | Hausmadonna                            | Immaculata über Erdkugel mit Engelsköpfen, Sandstein, Rokoko, Mitte 18. Jahrhundert | D-6-77-114-197 Wikidata | weitere Bilder |
| Kirchweg 1 (Standort)              | Ehemaliges Schulhaus                   | Eingeschossiger traufständiger Halbwalmdachbau über hohem Hang-Substruktionsgeschoss, Putzgliederungen mit Inschrifttafel, von der Revolutionsarchitektur beeinflusster Klassizismus, um 1820 | D-6-77-114-198 Wikidata | weitere Bilder |
| Kirchweg 2 (Standort)              | Katholische Filialkirche St. Margareta | Chorturmkirche mit Satteldach und hohem Spitzhelm, nachgotisch um 1601, Verlängerung bezeichnet „1882“; mit Ausstattung                                                                       | D-6-77-114-199 Wikidata | weitere Bilder |
| Klettenberg (Standort)             | Bildstock                              | Tischsockel mit Postament und Säule sowie geschwungenem Aufsatz mit Inschriftkartusche und Relief Monstranz, Sandstein, bezeichnet „1876“, Zopfstil-Aufsatz wohl Ende 18. Jahrhundert         | D-6-77-114-201 Wikidata | weitere Bilder |
| Mehlenweg (Standort)               | Feldkreuz                              | Inschriftsockel mit Kruzifix, Sandstein und Gussstein, 19. Jahrhundert | D-6-77-114-200 Wikidata | BW             |

### Müdesheim
| Lage                                              | Objekt                                            | Beschreibung | Akten-Nr.               | Bild           |
| ------------------------------------------------- | ------------------------------------------------- | --- | ----------------------- | -------------- |
| Am Kirchgarten 1 (Standort)                       | Ehemalige Schule                                  | Zweigeschossiger traufständiger Halbwalmdachbau, Putzmauerwerk mit Sandsteinrahmungen, Inschrifttafel, bezeichnet „1823“                                                                                         | D-6-77-114-202 Wikidata | weitere Bilder |
| Am Kirchgarten 2 (Standort)                       | Hoftor                                            | Pforte mit geradem Sturz und ornamentierter Rahmung sowie zugehöriger Torpfeiler, Sandstein, neugotisch, bezeichnet „1865“                                                                                       | D-6-77-114-204 Wikidata | BW             |
| Am Kirchgarten 4 (Standort)                       | Katholische Pfarrkirche St. Markus und St. Ulrich | Chorturmkirche mit Satteldach und Blendgiebel sowie Chorturm mit Spitzhelm, Putzmauerwerk mit Sandsteingliederungen, Rokoko, 1748, nachgotischer Turm Anfang 17. Jahrhundert; mit Ausstattung                    | D-6-77-114-203 Wikidata | weitere Bilder |
| Am Kirchgarten 8 (Standort)                       | Kirchgaden                                        | Eingeschossige Gebäudegruppe mit Satteldächern, 16./17. Jahrhundert | D-6-77-114-203 Wikidata | weitere Bilder |
| Am Kirchgarten 9 (Standort)                       | Pietà                                             | Geschweifter Inschriftsockel mit Figur der Pietà, Sandstein, Rokoko, bezeichnet „1776“ | D-6-77-114-205 Wikidata | weitere Bilder |
| Am Kirchgarten 11 (Standort)                      | Prozessionsaltar                                  | Inschriftstipes mit kreuzbekröntem Kreuztonnendach-Aufsatz über zwei Pfeilern und Reliefretabel Wundmale Christi, Sandstein, bezeichnet „1826“, erneuert                                                         | D-6-77-114-210 Wikidata | BW             |
| Am Kirchgarten 11 (Standort)                      | Bildstock                                         | Postament mit Säule sowie tafelförmigem Reliefaufsatz Kreuzigungsgruppe mit Schächern und seitlich Heiliger Petrus und Heiliger Ulrich, Sandstein, bezeichnet „1533“ und „1748“, (Kopie von 1994)                | D-6-77-114-207 Wikidata | BW             |
| An den Kastanien (Standort)                       | Kreuzbekrönte Ädikulen                            | Mit eingestellten Reliefs über Inschriftsockeln, Sandstein, um 1900 | D-6-77-114-303 Wikidata | BW             |
| An den Kastanien (Standort)                       | Kreuzigungsgruppe                                 | Kruzifix über geschweiftem Inschriftsockel, Sandstein, Rokoko, bezeichnet „1753“, Ergänzung durch Assistenzfiguren auf eigenen Sockeln und Einfügung als zwölfte Station in den neu errichteten Kreuzweg um 1900 | D-6-77-114-303 Wikidata | BW             |
| An der Linde 2 (Standort)                         | Wohnhaus                                          | Zweigeschossiges verputztes Fachwerkhaus mit Satteldach, im Kern 17. Jahrhundert | D-6-77-114-206 Wikidata | BW             |
| An der Linde 6 (Standort)                         | Bauernhaus                                        | Zweigeschossiger traufständiger Satteldachbau mit verputztem Fachwerkobergeschoss sowie Durchfahrt und geohrten Fensterrahmungen im Erdgeschoss, 18. Jahrhundert                                                 | D-6-77-114-300 Wikidata | BW             |
| An der Linde 12 (Standort)                        | Wohnhaus                                          | Zweigeschossiger Halbwalmdachbau mit geohrten Sandsteinrahmungen, um 1800 | D-6-77-114-209 Wikidata | BW             |
| Holzkirchenpfad (Standort)                        | Kreuzschlepper                                    | Sockel mit Säule und Figur des Kreuzschleppers, Sandstein, bezeichnet „1713“, Sockel und Säule modern | D-6-77-114-215 Wikidata | BW             |
| Kreisstraße MSP 6; Wegkreuzung vor Ortseingang () | Bildstock                                         | 1715; nicht nachqualifiziert, im Bayerischen Denkmal-Atlas nicht kartiert | D-6-77-114-226 Wikidata |                |
| Kreisstraße MSP 6; Ziegenweg (Standort)           | Gedenkstein                                       | Inschriftstein mit profilierter Rundbogenrahmung, Sandstein, 1867 | D-6-77-114-225 Wikidata | BW             |
| Mittelberg (Standort)                             | Bildstock                                         | Sockel mit Postament und Volutensäule sowie reichem Reliefaufsatz Kreuzigungsgruppe/Heiliger Georg und seitlich Heiliger Andreas(?) und Bischofsheiliger, Sandstein, Barock, erste Hälfte 18. Jahrhundert        | D-6-77-114-223 Wikidata | BW             |
| Mittelberg (Standort)                             | Bildstock                                         | Sockel mit Postament und Säule sowie kreuzbekröntem Reliefaufsatz Kreuzigungsgruppe/Pietà und seitlich Heiliger Thomas/Heiliger Josef, Sandstein, bezeichnet „1685“ (Kopie)                                      | D-6-77-114-219 Wikidata | BW             |
| Mühlgasse 4 (Standort)                            | Wohnhaus                                          | Zweigeschossiger traufständiger Satteldachbau mit Zierfachwerkobergeschoss, 17./18. Jahrhundert | D-6-77-114-211 Wikidata | BW             |
| Mühlgasse 8 (Standort)                            | Ehemalige Mühle                                   | Zweigeschossiger Satteldachbau mit Fachwerkgiebel, 18. Jahrhundert | D-6-77-114-212 Wikidata | BW             |
| Radegundiskapelle (Standort)                      | Katholische Wallfahrtskapelle St. Radegundis      | Satteldachbau mit verschiefertem Pyramidenhelm-Dachreiter sowie eingezogenem Rechteckchor mit Eckpfeilern und Fachwerkgiebel, 16. Jahrhundert, Renovierung und Erweiterung bezeichnet „1681“; mit Ausstattung    | D-6-77-114-216 Wikidata | BW             |
| Radegundisstraße 14 (Standort)                    | Wohnhaus                                          | Zweigeschossiger Mansard-Halbwalmdachbau mit verputztem Fachwerkobergeschoss und Durchfahrt im Erdgeschoss sowie Hausmadonne, 18./19. Jahrhundert                                                                | D-6-77-114-213 Wikidata | weitere Bilder |
| Radegundisstraße 16 (Standort)                    | Bauernhof, Wohnhaus                               | Zweigeschossiger traufständiger Satteldachbau mit teilweise verputztem Fachwerkobergeschoss über hohem Kellersockel, 17. Jahrhundert                                                                             | D-6-77-114-214 Wikidata | weitere Bilder |
| Radegundisstraße 18 (Standort)                    | Bauernhaus                                        | Eingeschossiger giebelständiger Satteldachbau mit verhängtem Fachwerkgiebel, 18. Jahrhundert, modern verkleidet                                                                                                  | D-6-77-114-301 Wikidata | BW             |
| Winterberg, zwischen zwei hohen Buchen (Standort) | Bildstock                                         | Pfeiler mit überdachtem Relief des heiligen Bruders Konrad, Holz, bezeichnet „1934“ | D-6-77-114-218 Wikidata | BW             |
| Ziegenweg (Standort)                              | Bildstock                                         | Sockel mit rundbogiger Reliefplatte Heilige Familie, Sandstein, bezeichnet „1835“ | D-6-77-114-224 Wikidata | BW             |
| Wern (Standort)                                   | Brücke                                            | Zweijochige Rundbogenbrücke mit Rampen und Stützpfeilern über die Wern, Sandsteinquader und Bruchstein, 18. Jahrhundert, Fahrbahn und Geländer neu                                                               | D-6-77-114-302 Wikidata | BW             |
| Wern (Standort)                                   | St.-Nepomuk-Statue                                | Geschweiftes Inschriftpostament mit Figur des heiligen Johann Nepomuk, Sandstein, Rokoko, bezeichnet „1756“ | D-6-77-114-302 Wikidata | weitere Bilder |

### Neubessingen
| Lage                           | Objekt                               | Beschreibung | Akten-Nr.               | Bild           |
| ------------------------------ | ------------------------------------ | --- | ----------------------- | -------------- |
| In Neubessingen (Standort)     | Bildstock                            | Niedriger Tischsockel mit Postament und kreuzbekröntem Voluten-Reliefaufsatz Kreuzigungsgruppe, Sandstein, bezeichnet „1769“                                                                                   | D-6-77-114-237 Wikidata | BW             |
| Neudorfer Straße 5 (Standort)  | Pforte                               | Ornamentierte Fußgängerpforte mit Segmentbogensturz und Radabweiser, Sandstein, bezeichnet „1880“, zugehöriger Torpfeiler mit Radabwweiser                                                                     | D-6-77-114-229 Wikidata | BW             |
| Neudorfer Straße 28 (Standort) | Hofmauer                             | Verputztes Mauerwerk mit Sandsteinplattenabdeckung und Fußgängerpforte mit Kugelaufsätzen, Sandstein, bezeichnet „1741“                                                                                        | D-6-77-114-231 Wikidata | BW             |
| Neudorfer Straße 36 (Standort) | Fußgängerpforte                      | Mit Palmettenaufsatz, bezeichnet „1776“ | D-6-77-114-232 Wikidata | BW             |
| Neudorfer Straße 37 (Standort) | Katholische Filialkirche St. Michael | Saalkirche mit eingezogenem Dreiseitchor und Satteldach sowie Giebelreiter mit Spitzhelm, Putzfassade mit geohrten Sandsteinrahmungen, barock, bezeichnet „1733“; mit Ausstattung                              | D-6-77-114-233 Wikidata | BW             |
| Neudorfer Straße 40 (Standort) | Fußgängerpforte                      | Bezeichnet „1869“ | D-6-77-114-234 Wikidata | BW             |
| Rothleite (Standort)           | Bildstock                            | Postament mit Säule und rundbogigem kreuzbekröntem Reliefaufsatz Kreuzigungsgruppe, Sandstein, bezeichnet „1714“, Renovierung bezeichnet „1844“                                                                | D-6-77-114-304 Wikidata | weitere Bilder |
| Zum Füllerhof (Standort)       | Bildstock                            | Tischsockel mit Postament und Volutensäule sowie Inschriftkartusche mit kreuzbekröntem Reliefaufsatz 14 Heilige Nothelfer/Walldürner Blutwunder, seitlich Heiliger Nikolaus/Heiliger Valentin, Sandstein, 1741 | D-6-77-114-235 Wikidata | weitere Bilder |

### Reuchelheim
| Lage                                      | Objekt                                        | Beschreibung | Akten-Nr.               | Bild                                          |
| ----------------------------------------- | --------------------------------------------- | --- | ----------------------- | --------------------------------------------- |
| Oberes Tor, Ecke Dalbergstraße (Standort) | Bildstock                                     | Breiter Sockel mit Postament und Säule sowie kreuzbekröntem Reliefaufsatz Kreuzigungsgruppe/Heiliger Georg und seitlich Heilige Maria und Heiliger Johannes Apostel, Sandstein, bezeichnet „1688“ (Erneuerung von Sockel und Säule bezeichnet „1992“)             | D-6-77-114-248 Wikidata | weitere Bilder                                |
| An der Kirche (Standort)                  | Bildstock                                     | Postament und Säule mit halbrundem kreuzbekröntem Reliefaufsatz Kruzifix mit Stifterfamilie und seitliche Heiligenfiguren, Sandstein, bezeichnet „1624“ (Kopie)                                                                                                   | D-6-77-114-252 Wikidata | BW                                            |
| An der Kirche (Standort)                  | Kreuzstein                                    | Platte mit Hochrelief eines Kreuzes, Sandstein, 16. Jahrhundert, ursprünglicher Standort am östlichen Dorfausgang | D-6-77-114-251 Wikidata | BW                                            |
| An der Kirche 3 (Standort)                | Katholische Filialkirche St. Johannes Baptist | Saalkirche mit geschweiftem Blendgiebel und eingezogenem Dreiseitchor sowie Chorflankenturm mit Zwiebelhaube, Rokoko, 1750; mit Ausstattung | D-6-77-114-238 Wikidata | Katholische Filialkirche St. Johannes Baptist |
| Artfeld (Standort)                        | Bildstock                                     | Tischsockel mit Postament und Säule sowie kreuzbekröntem Reliefaufsatz Kreuzigungsgruppe, Sandstein, bezeichnet „1694“ oder „1604“ | D-6-77-114-255 Wikidata | BW                                            |
| Bundesstraße 26 (Standort)                | Bildstock                                     | Sockel mit Pfeiler und rundbogigem kreuzbekröntem Reliefaufsatz Kreuzigungsgruppe und seitlich Heiliger Johannes Baptist und Heiliger Johannes Apostel, Sandstein, bezeichnet „1622“                                                                              | D-6-77-114-253 Wikidata | weitere Bilder                                |
| Dahlbergstraße 1 (Standort)               | Bauernhof, Wohnhaus                           | Zweigeschossiger Satteldachbau mit verhängtem Fachwerkobergeschoss über Kellersockel in Ecklage, bezeichnet „1774“, Fassade modern verkleidet | D-6-77-114-239 Wikidata | weitere Bilder                                |
| Ebenrother Straße 8, Im Tal ()            | Holzsäulenbildstock                           | Im Bildaufsatz Pietà; nicht nachqualifiziert, im Bayerischen Denkmal-Atlas nicht kartiert | D-6-77-114-254 Wikidata |                                               |
| Freihofstraße 1 (Standort)                | Bauernhof, Wohnhaus                           | Zweigeschossiger Satteldachbau mit verputztem Fachwerkobergeschoss, 18. Jahrhundert | D-6-77-114-240 Wikidata | BW                                            |
| Freihofstraße 2 (Standort)                | Bauernhof, Wohnhaus                           | Zweigeschossiger Satteldachbau mit verputztem Fachwerkobergeschoss und vorkragendem verputztem Fachwerkgiebel in Ecklage sowie Hausmadonna, im Kern 18. Jahrhundert                                                                                               | D-6-77-114-241 Wikidata | weitere Bilder                                |
| Freihofstraße 9 (Standort)                | Bauernhof, Wohnhaus                           | Zweigeschossiger giebelständiger Satteldachbau mit Fachwerkobergeschoss und geohrten Fensterrahmungen, bezeichnet „1725“ | D-6-77-114-243 Wikidata | weitere Bilder                                |
| Freihofstraße 13 (Standort)               | Ehemaliger Freihof, Wohnhaus                  | Zweigeschossiger giebelständiger Krüppelwalmdachbau mit verputztem Fachwerkobergeschoss und geohrten Fensterrahmungen, 18. Jahrhundert | D-6-77-114-244 Wikidata | weitere Bilder                                |
| Freihofstraße 13, 15 (Standort)           | Hofmauer                                      | Mit rundbogigem Hoftor und rundbogiger Pforte mit darüber liegender Madonnennische, Sandstein, Tor bezeichnet „1627“, Pforte bezeichnet „1768“, Immaculatafigur 18. Jahrhundert                                                                                   | D-6-77-114-244 Wikidata | weitere Bilder                                |
| Freihofstraße 13, 15 (Standort)           | Ehemalige Zehentscheune                       | Am Kellerbogen bezeichnet „1651“ | D-6-77-114-244 Wikidata | BW                                            |
| Freihofstraße 17 (Standort)               | Bauernhof, Wohnhaus                           | Zweigeschossiger giebelständiger Halbwalmdachbau mit verputztem und teilweise massiv ersetztem Fachwerkobergeschoss sowie geohrten Fensterrahmungen, um 1800 | D-6-77-114-245 Wikidata | weitere Bilder                                |
| Freihofstraße 17 (Standort)               | Bauernhof, Hoftor                             | Tordurchfahrt mit Satteldach sowie seitliche profilierte Pfortenrahmung, bezeichnet „1806“ | D-6-77-114-245 Wikidata | weitere Bilder                                |
| Freihofstraße 17 (Standort)               | Prozessionsaltar                              | Inschriftstipes mit Kreuztonnendachaufbau über zwei Säulen und Reliefretabel Kreuzigungsgruppe, Sandstein, bezeichnet „1728“ | D-6-77-114-245 Wikidata | weitere Bilder                                |
| Gut Ebenroth 1 (Standort)                 | Gutshof, Wohnhaus                             | Zweigeschossiger Mansardwalmdachbau, nach 1839 | D-6-77-114-167 Wikidata | weitere Bilder                                |
| Gut Ebenroth 2 (Standort)                 | Gutshof, Nebengebäude                         | Dreiflügelige Anlage aus eingeschossigen Bruchsteinbauten mit Fachwerkdrempeln sowie Brandmauern mit Treppengiebeln, zweigeschossiger Kopfbau mit gotisierenden Treppengiebeln, Ende 19. Jahrhundert                                                              | D-6-77-114-167 Wikidata | BW                                            |
| Gut Ebenroth 1, 2 (Standort)              | Gutshof, Einfriedungsmauer                    | Bruchstein, 19. Jahrhundert | D-6-77-114-167 Wikidata | BW                                            |
| Marbacher Straße 4 (Standort)             | Scheune                                       | Eingeschossiger Bruchsteinbau mit Krüppelwalmdach, erste Hälfte 19. Jahrhundert | D-6-77-114-247 Wikidata | BW                                            |
| Marbacher Straße 4 (Standort)             | Einfriedung                                   | Mauer mit zwei profilierten Sandsteinpforten, westliche Pforte mit Pinienzapfen- und Kreuzbekrönung bezeichnet „1814“, östliche Pforte mit Kreuzschlepper bekrönt bezeichnet „1835“                                                                               | D-6-77-114-247 Wikidata | weitere Bilder                                |
| Marbacher Straße 27 (Standort)            | Steinkreuz                                    | Eingemauert in den Grottensockel; nicht nachqualifiziert, im Bayerischen Denkmal-Atlas nicht kartiert | D-6-77-114-246 Wikidata | BW                                            |
| Reuchelheimer Straße 9 (Standort)         | Fußgängerpforte                               | Mit Immaculata, bezeichnet „1789“ | D-6-77-114-249 Wikidata | BW                                            |
| Reuchelheimer Straße 9 (Standort)         | Hoftorpfosten                                 | Mit Pinienzapfenaufsatz | D-6-77-114-249 Wikidata | BW                                            |
| Reuchelheimer Straße 10 (Standort)        | Bauernhof, Wohnhaus                           | Zweigeschossiges giebelständiges verputztes Fachwerkhaus mit Satteldach, im Kern 18. Jahrhundert | D-6-77-114-250 Wikidata | BW                                            |
| Reuchelheimer Straße 10 (Standort)        | Fußgängerpforte                               | Geohrte und profilierte Türrahmung mit geradem Sturz und seitlicher Nische mit Relief Taufe Christi, Sandstein, 18. Jahrhundert | D-6-77-114-250 Wikidata | weitere Bilder                                |
| Tanzwiesen (Standort)                     | Bildstock                                     | Sockel mit Postament und ornamentiertem Pfeiler sowie rundbogigem kreuzbekröntem Reliefaufsatz Heiliger Georg/Heilige Familie mit Gottvater und seitlich Heiliger Johann Nepomuk und Heiliger Michael, Sandstein, bezeichnet „1726“ (Sockel und Pfeiler erneuert) | D-6-77-114-257 Wikidata | weitere Bilder                                |
| Waldabteilung "Kühruh" ()                 | Steinkreuz                                    | 16. Jahrhundert; nicht nachqualifiziert, im Bayerischen Denkmal-Atlas nicht kartiert | D-6-77-114-256 Wikidata |                                               |

### Ruppertzaint
| Lage                                          | Objekt          | Beschreibung | Akten-Nr.               | Bild |
| --------------------------------------------- | --------------- | --- | ----------------------- | ---- |
| Freigewanne; Hühnerberg (Standort)            | Säulenbildstock | 1595, 1906 | D-6-77-114-178 Wikidata | BW   |
| Holzäcker (Standort)                          | Feldkreuz       | Sandstein, 1885 | D-6-77-114-183 Wikidata | BW   |
| Ruppertzaint 1, vor dem Eingang zum Weiler () | Bildhäuschen    | 1898; nicht nachqualifiziert, im Bayerischen Denkmal-Atlas nicht kartiert                                                                                         | D-6-77-114-259 Wikidata |      |
| Kaltenelse (Standort)                         | Bildstock       | Pfeiler mit vierseitigem Reliefaufsatz Kreuzigungsgruppe/Heiliger Laurentius/Heiliger und geschwungener Verdachung, Sandstein, nachgotisch 1618, Pfeiler erneuert | D-6-77-114-258 Wikidata | BW   |

### Sachserhof
| Lage                                                     | Objekt                                                                | Beschreibung | Akten-Nr.               | Bild           |
| -------------------------------------------------------- | --------------------------------------------------------------------- | --- | ----------------------- | -------------- |
| Gauaschacher Gründlein (Standort)                        | Bildstock                                                             | Sockel mit wappengeschmücktem abgefastem Pfeiler und vierseitigem kreuzbekröntem Reliefaufsatz Kreuzigungsgruppe und seitlich 'Pietà/Heiliger Johannes der Täufer, Sandstein, nachgotisch, bezeichnet „1617“ | D-6-77-114-159 Wikidata | BW             |
| Nähe Hauptstraße (Standort)                              | Ehemalige Zehntscheune der Herren von Büchold, später wohl Schafstall | Langgestreckter eingeschossiger Bruchsteinbau mit Halbwalmdach, 18. Jahrhundert, mit älterem Kern | D-6-77-114-261 Wikidata | weitere Bilder |
| Grenzstein; Salpeterstück, Privatwald ()                 | Dreimarkerstein                                                       | Dreikantiger Stein, 1568 oder 1569, auf der Vorderseite Wappen, bezeichnet „1660“ (sichergestellt); nicht nachqualifiziert, im Bayerischen Denkmalatlas nicht kartiert                                       | D-6-77-114-266 Wikidata |                |
| Grenzstein, Hohe Tanne, zwischen Arnstein und Büchold () | Nr. 136                                                               | 1569, (sichergestellt); nicht nachqualifiziert, im Bayerischen Denkmalatlas nicht kartiert | D-6-77-114-267 Wikidata |                |
| In Sachserhof (Standort)                                 | Feldkreuz                                                             | Inschriftsockel mit Kruzifix und Adamsschädel, Sandstein, Rokoko, bezeichnet „1781“ | D-6-77-114-265 Wikidata | weitere Bilder |
| Nähe Kirchgasse (Standort)                               | Katholische Kapelle Heilige Familie                                   | Kleiner Rechteckbau mit Satteldach und Dreiseitchor sowie Blendgiebel und Giebelreiter mit Spitzhelm, Putzmauerwerk mit Sandsteingliederungen, neugotisch, 1889                                              | D-6-77-114-260 Wikidata | weitere Bilder |
| Nähe Kirchgasse (Standort)                               | Kruzifix                                                              | Tischsockel mit Inschrift und Kruzifix, Sandstein, neuromanisch, bezeichnet „1865“ | D-6-77-114-260 Wikidata | weitere Bilder |
| Nähe Kirchgasse (Standort)                               | Einfriedung                                                           | Eisengitterzaun über Haustein-Sockel, Anfang 20. Jahrhundert | D-6-77-114-260 Wikidata | BW             |
| Kirchgasse 3 (Standort)                                  | Hoftor                                                                | Mit Pinienzapfenaufsatz, bezeichnet „182.“ | D-6-77-114-262 Wikidata | BW             |
| Kirchgasse 7 (Standort)                                  | Pforte                                                                | Profilierte Türrahmung mit Segmentbogendurchgang sowie Abschlussgesims mit Pinienzapfen, Sandstein, klassizistisierender Historismus, bezeichnet „1872“                                                      | D-6-77-114-263 Wikidata | weitere Bilder |
| Kirchgasse 9, Kirchgasse 11 (Standort)                   | Hoftor                                                                | Bezeichnet „1822“; darüber Madonna mit Kind, 19. Jahrhundert | D-6-77-114-264 Wikidata | BW             |

### Schwebenried
| Lage                                                                           | Objekt                                                                                   | Beschreibung | Akten-Nr.               | Bild             |
| ------------------------------------------------------------------------------ | ---------------------------------------------------------------------------------------- | --- | ----------------------- | ---------------- |
| Am Kirchberg 2 (Standort)                                                      | Hofmauer mit Hoftor                                                                      | Bruchsteinmauer und profilierte Pfortenrahmung mit geradem Sturz sowie seitlicher Torpfeiler, Sandstein, bezeichnet „17“(??) | D-6-77-114-269 Wikidata | BW               |
| Am Kirchberg 12 (Standort)                                                     | Ehemalige Pfarrscheune, jetzt Wohnhaus                                                   | Zweigeschossiger Putzbau mit Satteldach und ausladendem Trauf- und Giebelgesims, klassizistisch, Königliche Bauverwaltung Würzburg, 1818–20 | D-6-77-114-308 Wikidata | BW               |
| Am Kirchberg 13 (Standort)                                                     | Ehemaliges Schulhaus                                                                     | Eingeschossiger Satteldachbau mit Drempel über Kellerhanggeschoss, Kalkbruchstein mit Sandsteingliederungen, Spätklassizismus, um 1870 | D-6-77-114-305 Wikidata | BW               |
| Am Kirchberg 15 (Standort)                                                     | Katholische Pfarrkirche St. Michael                                                      | Saalkirche mit eingezogenem Dreiseitchor und Schweifgiebel sowie Chorseitenturm mit Spitzhelm, Rokoko, 1752–54, nachgotischer Turm um 1600; mit Ausstattung | D-6-77-114-270 Wikidata | weitere Bilder   |
| Am Kirchberg 15 (Standort)                                                     | Ölbergkapelle, nach 1918 auch Gefallenengedächtniskapelle                                | Offener rückwärtig abgewalmter Satteldachbau mit Dachreiter und Vorlaube mit Giebel über Sandsteinsäulen, im Inneren Ölberggruppe, bezeichnet „1882“, geschnitztes Giebelrelief nach 1918 | D-6-77-114-270 Wikidata | BW               |
| Am Kirchberg 15 (Standort)                                                     | Kreuzschlepper                                                                           | Geschweifter Sockel mit gestuftem Postament, und Säule sowie Figur des Kreuzschleppers über Inschriftkartusche, Sandstein, bezeichnet „1730“ | D-6-77-114-280 Wikidata | weitere Bilder   |
| Am Kirchberg 17 (Standort)                                                     | Ehemaliges Schulhaus                                                                     | Zweigeschossiger Satteldachbau mit Treppengiebeln über Kellerhanggeschoss, Kalkbruchstein mit Sandsteingliederungen, Historismus, J. Vogel, bezeichnet „1857“ | D-6-77-114-306 Wikidata | BW               |
| Appengründlein (Standort)                                                      | Bildstock                                                                                | Tischsockel mit Postament und Säule sowie Voluten-Reliefaufsatz mit Kreuzigungsgruppe und Heiligem Christopherus sowie an den Seiten Heiliger Johannes der Täufer und Heiliger Petrus, Sandstein, Spätrenaissance, bezeichnet „1618“, Renovierung bezeichnet „1746“                                | D-6-77-114-291          | BW               |
| Arnsteiner Straße 10 (Standort)                                                | Hofmauer und profilierte Pfortenrahmung mit Palmettenaufsatz sowie seitlicher Torpfeiler | Auf der Mauer kleine Grotte mit Heiligenfigur, Pforte bezeichnet „1801“, Grotte um 1900 | D-6-77-114-271 Wikidata | BW               |
| Arnsteiner Straße 16 (Standort)                                                | Heiligenfigur                                                                            | Figur des heiligen Nikolaus, Sandstein, bezeichnet „1736“ | D-6-77-114-272 Wikidata | BW               |
| Arnsteiner Straße 27 (Standort)                                                | Pietà                                                                                    | Figur der Pietà, bemalter Sandstein(?), 18. Jahrhundert | D-6-77-114-273 Wikidata | BW               |
| Brunnbergstraße (Standort)                                                     | Prozessionsaltar                                                                         | Verkröpfter Inschrift-Stipes mit Baldachinaufbau und Relief Gotteslamm über Buch mit sieben Siegeln sowie Putten und bekrönender Figur des Evangelisten Johannes, Sandstein, Rokoko, bezeichnet „1779“, teilweise erneuert                                                                         | D-6-77-114-296 Wikidata | BW               |
| Bücholder Kreuz (Standort)                                                     | Feldkreuz                                                                                | Tischsockel mit Inschrift und Kruzifix, Sandstein, bezeichnet „1743“ | D-6-77-114-289 Wikidata | BW               |
| Bücholder Weg 2 (Standort)                                                     | Bauernhaus                                                                               | Eingeschossiges giebelständiges Fachwerkhaus mit Krüppelwalmdach, Anfang 19. Jahrhundert | D-6-77-114-274 Wikidata | BW               |
| Denkmalstraße; Kapellenweg; Vasbühler Straße; Arnsteiner Straße (Standort)     | Prozessionsaltar                                                                         | Stufe mit verkröpftem Inschrift-Stipes und Baldachin-Aufsatz mit Kreuzigungsgruppenrelief sowie Putten und bekrönender Figur des Evangelisten Lukas, Sandstein, Rokoko, bezeichnet „1736“ | D-6-77-114-286 Wikidata | Prozessionsaltar |
| Nähe Denkmalstraße (Standort)                                                  | Gefallenendenkmal für die Gefallenen der Kriege 1866 und 1870/71                         | Standbild, gestufter Inschriftsockel mit reicher Ornamentik und davor liegenden Brunnenschalen sowie bekrönender Kalksteinfigur des heiligen Sebastian, Sandstein und Kalkstein, Historismus, bezeichnet „1911“ Zugehörige Einfriedung, Metallgitterzaun mit massiven Pfosten über Kalksteinsockel | D-6-77-114-287 Wikidata | weitere Bilder   |
| Denkmalstraße 2 (Standort)                                                     | Hoftor                                                                                   | Profilierte Rundbogenpforte mit gestuftem Abschlussgesims und bekrönender St.-Michaels-Statue sowie seitlicher Torpfeiler, Sandstein und Eisen, bezeichnet „1800“ | D-6-77-114-275 Wikidata | weitere Bilder   |
| Denkmalstraße 3 ()                                                             | Wirtshausschild                                                                          | Frühes 19. Jahrhundert; nicht nachqualifiziert, im BayerischenDenkmal-Atlas nicht kartiert | D-6-77-114-276 Wikidata |                  |
| Denkmalstraße 20; Kaistener Straße 2 (Standort)                                | Bauernhof, ehemals zum benachbarten Klosterhof Neustadt gehörig, Wohnhaus                | Zweigeschossiger Krüppelwalmdachbau mit Fachwerkobergeschoss in Ecklage, erste Hälfte 19. Jahrhundert | D-6-77-114-277 Wikidata | BW               |
| Denkmalstraße 20; Kaistener Straße 2 (Standort)                                | Bauernhof, Nebengebäude                                                                  | Schmaler zweigeschossiger Krüppelwalmdachbau mit Fachwerkobergeschoss in formaler Anlehnung an das Wohnhaus, erste Hälfte 19. Jahrhundert | D-6-77-114-277 Wikidata | BW               |
| Denkmalstraße 20; Kaistener Straße 2 (Standort)                                | Bauernhof, Scheune                                                                       | Bruchsteinbau mit Sandsteinrahmungen und Satteldach, erste Hälfte 19. Jahrhundert | D-6-77-114-277 Wikidata | BW               |
| Denkmalstraße 20; Kaistener Straße 2 (Standort)                                | Bauernhof, Hoftor                                                                        | Ornamentierte Pforte mit korbbogigem Durchgang und Vasenbekrönungen sowie seitlichem Torpfeiler, Sandstein, bezeichnet „1846“, bekrönende Sandsteinfigur der Immaculata bezeichnet „1756“ | D-6-77-114-277 Wikidata | BW               |
| Hammelburger Straße 1 (Standort)                                               | Bauernhaus                                                                               | Eingeschossiger giebelständiger Satteldachbau mit Fachwerkgiebel und Kalksteinmauerwerk mit Sandsteingliederungen im Erdgeschoss, erste Hälfte 19. Jahrhundert, Erdgeschoss verändert | D-6-77-114-278 Wikidata | BW               |
| Hammelburger Straße 8 (Standort)                                               | Prozessionsaltar                                                                         | Inschriftsockel mit reliefgeschmücktem Baldachinaufbau Hostienkelch sowie seitlichen Putten und bekrönender Figur des Evangelisten Matthäus, Sandstein, Rokoko, bezeichnet „1761“, teilweise erneuert                                                                                              | D-6-77-114-268 Wikidata | BW               |
| Hammelburger Straße 15 (Standort)                                              | Pietà                                                                                    | Figur der Schmerzensmutter mit umgebenden Putten, bemalter Sandstein(?), bezeichnet „1760“ | D-6-77-114-279 Wikidata | BW               |
| Kaistener Straße 2 (Standort)                                                  | Ehemaliges Klostergut des Klosters Neustadt, Gutshaus                                    | Zweigeschossiger traufständiger Halbwalmdachbau mit rückwärtigem Anbau, symmetrische Putzfassade mit rundbogiger Tordurchfahrt und geohrten Sandsteinrahmungen sowie Wappenstein, barock, bezeichnet „1749“                                                                                        | D-6-77-114-281 Wikidata | BW               |
| Kaistener Straße 2 (Standort)                                                  | Ehemaliges Klostergut des Klosters Neustadt, Nebengebäude                                | Bruchsteinbau mit Mansard-Halbwalmdach, zweite Hälfte 18. Jahrhundert | D-6-77-114-281 Wikidata | BW               |
| Kaistener Straße 10 (Standort)                                                 | Hoftor                                                                                   | Ornamentierte Pforte mit segmentbogigem Durchgang sowie seitlichem Torpfeiler mit Pinienzapfenaufsatz, Sandstein, Zopfstil, bezeichnet „1815“ | D-6-77-114-282 Wikidata | BW               |
| Nähe Kaistener Straße 10 (Standort)                                            | Prozessionsaltar                                                                         | Verkröpfter Inschrift-Stipes mit Baldachinaufbau und Relief Taufe Christi sowie Putten und bekrönender Figur des Evangelisten Markus, Sandstein, Rokoko, bezeichnet „1779“, teilweise erneuert | D-6-77-114-283          | Prozessionsaltar |
| Kaistener Straße 13 (Standort)                                                 | Fußgängerpforte                                                                          | Bekrönt von heiligem Nepomuk, 18. Jahrhundert | D-6-77-114-284 Wikidata | BW               |
| Nähe Kirchgasse (Standort)                                                     | Katholische Kapelle Heilige Familie                                                      | Kleiner Rechteckbau mit Satteldach und Dreiseitchor sowie Blendgiebel und Giebelreiter mit Spitzhelm, Putzmauerwerk mit Sandsteingliederungen, neugotisch, 1889 | D-6-77-114-260 Wikidata | BW               |
| Nähe Kirchgasse ()                                                             | Kruzifix                                                                                 | Tischsockel mit Inschrift und Kruzifix, Sandstein, neuromanisch, bezeichnet „1865“ | D-6-77-114-260 Wikidata |                  |
| Nähe Kirchgasse ()                                                             | Einfriedung                                                                              | Eisengitterzaun über Hausteinsockel, Anfang 20. Jahrhundert | D-6-77-114-260 Wikidata |                  |
| Kuhplatz (Standort)                                                            | Wegkreuz                                                                                 | Gestufter Inschriftsockel mit Zinnenkranz und Kruzifix, Sandstein, neugotisch, bezeichnet „1874“ | D-6-77-114-290 Wikidata | BW               |
| Neuberg (Standort)                                                             | Wegkreuz                                                                                 | Tischsockel mit Inschrift und Kruzifix, Sandstein, bezeichnet „1730“ oder „1739“ | D-6-77-114-292 Wikidata | BW               |
| Rennweg (Standort)                                                             | Feldkreuz                                                                                | Tischsockel mit Inschrift und Kruzifix, Sandstein, neugotisch, bezeichnet „1879“ | D-6-77-114-293 Wikidata | BW               |
| Schulstraße 2 (Standort)                                                       | Bildstock                                                                                | Tischsockel mit Postament und Volutensäule sowie Inschriftkartusche mit rundbogigem Reliefaufsatz Kreuzigungsgruppe und Schutzmantelmadonna, seitlich Heiliger Antonius von Padua und Heiliger Johannes der Täufer oder auferstandener Christus, Sandstein, Barock, bezeichnet „1714“              | D-6-77-114-285 Wikidata | weitere Bilder   |
| Schulstraße 21 (Standort)                                                      | Bildstock                                                                                | Postament mit Inschrift-Säule und rundbogigem kreuzbekröntem Reliefaufsatz Kreuzigungsgruppe und Kreuz mit Bischof und Stifterfiguren seitlich Heiliger Michael und Heiliger Franz von Assisi, Sandstein, bezeichnet „1685“                                                                        | D-6-77-114-288 Wikidata | BW               |
| Staatsstraße 2277 (Standort)                                                   | Mariensäule und Gedenkstein für den an dieser Stelle verunglückten Michael Neeb          | Inschriftsockel mit Säule und Figur einer Mondsichelmadonna, Sandstein, bezeichnet „1891“ | D-6-77-114-294 Wikidata | BW               |
| Vasbühler Straße 27; Kaistener Weg, am Dorfausgang Richtung Vasbühl (Standort) | Bildstock                                                                                | Oberer Teil eines Pfeilers mit Julius-Echter-Wappen und vierseitigem Reliefaufsatz mit Kleeblattkreuzbekrönung, Kreuzigungsgruppe mit Dreifaltigkeit sowie seitlich Heiliger Sebastian und Heiliger Petrus, nachgotisch, bezeichnet „1604“, Sockel und unterer Pfeilerteil modern                  | D-6-77-114-295          | BW               |

## Ehemalige Baudenkmäler
In diesem Abschnitt sind Objekte aufgeführt, die früher einmal in der Denkmalliste eingetragen waren, jetzt aber nicht mehr. Objekte, die in anderem Zusammenhang – also z. B. als Teil eines Baudenkmals – weiter eingetragen sind, sollen hier nicht aufgeführt werden. Aktennummern in diesem Abschnitt sind ehemalige, jetzt nicht mehr gültige Aktennummern.

| Lage                                                           | Objekt                  | Beschreibung | Akten-Nr.               | Bild           |
| -------------------------------------------------------------- | ----------------------- | --- | ----------------------- | -------------- |
| Arnstein Kirchweg 25 (Standort)                                | Ehemaliger Gefängnisbau | Ehemals zum Schloss gehörender, eingeschossiger Wohntrakt, wohl 17. Jahrhundert | D-6-77-114-17 Wikidata  | BW             |
| Arnstein Marktstraße 43 (Standort)                             | Wohn- und Geschäftshaus | Dreigeschossiger traufständiger Satteldachbau mit geohrten Fensterrahmungen und segmentbogigen Tür- und Schaufensteröffnungen im Erdgeschoss, im Kern 18. Jahrhundert, Fassade 19. Jahrhundert | D-6-77-114-33 Wikidata  | weitere Bilder |
| Arnstein Schweinfurter Straße 8 (Standort)                     | Wohnhaus                | Zweigeschossiger Satteldachbau mit einseitigem Halbwalm und verputztem Fachwerkobergeschoss, 18./19. Jahrhundert                                                                               | D-6-77-114-59 Wikidata  | weitere Bilder |
| Binsfeld Hochrainstraße; Ortsausgang gegen Halsheim (Standort) | Prozessionsaltar        | Mit Relief und Bekrönung, 1748 | D-6-77-114-137 Wikidata | BW             |